# Llista d'asteroides (307001-308000)
Llista d'asteroides del 307.001 al 308.000, amb data de descoberta i descobridor. És un fragment de la llista d'asteroides completa. Als asteroides se'ls dona un número quan es confirma la seva òrbita, per tant apareixen llistats aproximadament segons la data de descobriment.

## 307001-307100
| Nom    | Designació provisional | Data de descobriment   | Lloc de descobriment | Descobridor/s               |
| ------ | ---------------------- | ---------------------- | -------------------- | --------------------------- |
| 307001 | 2001 WN86              | 20 de novembre de 2001 | Socorro              | LINEAR                      |
| 307002 | 2001 WM92              | 21 de novembre de 2001 | Socorro              | LINEAR                      |
| 307003 | 2001 WJ100             | 16 de novembre de 2001 | Kvistaberg           | Uppsala-DLR Asteroid Survey |
| 307004 | 2001 WT100             | 16 de novembre de 2001 | Kitt Peak            | Spacewatch                  |
| 307005 | 2001 XP1               | 8 de desembre de 2001  | Socorro              | LINEAR                      |
| 307006 | 2001 XQ1               | 8 de desembre de 2001  | Socorro              | LINEAR                      |
| 307007 | 2001 XG3               | 10 de desembre de 2001 | Nashville            | R. Clingan                  |
| 307008 | 2001 XP21              | 9 de desembre de 2001  | Socorro              | LINEAR                      |
| 307009 | 2001 XC40              | 9 de desembre de 2001  | Socorro              | LINEAR                      |
| 307010 | 2001 XC47              | 9 de desembre de 2001  | Socorro              | LINEAR                      |
| 307011 | 2001 XT57              | 10 de desembre de 2001 | Socorro              | LINEAR                      |
| 307012 | 2001 XN61              | 10 de desembre de 2001 | Socorro              | LINEAR                      |
| 307013 | 2001 XY61              | 10 de desembre de 2001 | Socorro              | LINEAR                      |
| 307014 | 2001 XF62              | 10 de desembre de 2001 | Socorro              | LINEAR                      |
| 307015 | 2001 XZ65              | 10 de desembre de 2001 | Socorro              | LINEAR                      |
| 307016 | 2001 XT70              | 11 de desembre de 2001 | Socorro              | LINEAR                      |
| 307017 | 2001 XB75              | 11 de desembre de 2001 | Socorro              | LINEAR                      |
| 307018 | 2001 XU76              | 11 de desembre de 2001 | Socorro              | LINEAR                      |
| 307019 | 2001 XV77              | 11 de desembre de 2001 | Socorro              | LINEAR                      |
| 307020 | 2001 XF78              | 11 de desembre de 2001 | Socorro              | LINEAR                      |
| 307021 | 2001 XJ79              | 11 de desembre de 2001 | Socorro              | LINEAR                      |
| 307022 | 2001 XF93              | 10 de desembre de 2001 | Socorro              | LINEAR                      |
| 307023 | 2001 XX95              | 10 de desembre de 2001 | Socorro              | LINEAR                      |
| 307024 | 2001 XZ108             | 10 de desembre de 2001 | Socorro              | LINEAR                      |
| 307025 | 2001 XP109             | 11 de desembre de 2001 | Socorro              | LINEAR                      |
| 307026 | 2001 XD126             | 14 de desembre de 2001 | Socorro              | LINEAR                      |
| 307027 | 2001 XL129             | 14 de desembre de 2001 | Socorro              | LINEAR                      |
| 307028 | 2001 XT131             | 14 de desembre de 2001 | Socorro              | LINEAR                      |
| 307029 | 2001 XB133             | 14 de desembre de 2001 | Socorro              | LINEAR                      |
| 307030 | 2001 XT146             | 14 de desembre de 2001 | Socorro              | LINEAR                      |
| 307031 | 2001 XL159             | 14 de desembre de 2001 | Socorro              | LINEAR                      |
| 307032 | 2001 XT159             | 14 de desembre de 2001 | Socorro              | LINEAR                      |
| 307033 | 2001 XK163             | 14 de desembre de 2001 | Socorro              | LINEAR                      |
| 307034 | 2001 XG186             | 14 de desembre de 2001 | Socorro              | LINEAR                      |
| 307035 | 2001 XU206             | 11 de desembre de 2001 | Socorro              | LINEAR                      |
| 307036 | 2001 XB215             | 13 de desembre de 2001 | Socorro              | LINEAR                      |
| 307037 | 2001 XJ220             | 15 de desembre de 2001 | Socorro              | LINEAR                      |
| 307038 | 2001 XJ225             | 15 de desembre de 2001 | Socorro              | LINEAR                      |
| 307039 | 2001 XU236             | 15 de desembre de 2001 | Socorro              | LINEAR                      |
| 307040 | 2001 XZ240             | 15 de desembre de 2001 | Socorro              | LINEAR                      |
| 307041 | 2001 XG242             | 14 de desembre de 2001 | Socorro              | LINEAR                      |
| 307042 | 2001 XN242             | 14 de desembre de 2001 | Socorro              | LINEAR                      |
| 307043 | 2001 XY242             | 14 de desembre de 2001 | Socorro              | LINEAR                      |
| 307044 | 2001 XA243             | 14 de desembre de 2001 | Socorro              | LINEAR                      |
| 307045 | 2001 XX246             | 15 de desembre de 2001 | Socorro              | LINEAR                      |
| 307046 | 2001 YF6               | 23 de desembre de 2001 | Kingsnake            | J. V. McClusky              |
| 307047 | 2001 YF20              | 18 de desembre de 2001 | Socorro              | LINEAR                      |
| 307048 | 2001 YN28              | 18 de desembre de 2001 | Socorro              | LINEAR                      |
| 307049 | 2001 YS29              | 18 de desembre de 2001 | Socorro              | LINEAR                      |
| 307050 | 2001 YE47              | 18 de desembre de 2001 | Socorro              | LINEAR                      |
| 307051 | 2001 YD49              | 18 de desembre de 2001 | Socorro              | LINEAR                      |
| 307052 | 2001 YD68              | 18 de desembre de 2001 | Socorro              | LINEAR                      |
| 307053 | 2001 YY69              | 18 de desembre de 2001 | Socorro              | LINEAR                      |
| 307054 | 2001 YG71              | 18 de desembre de 2001 | Socorro              | LINEAR                      |
| 307055 | 2001 YH75              | 18 de desembre de 2001 | Socorro              | LINEAR                      |
| 307056 | 2001 YT81              | 18 de desembre de 2001 | Socorro              | LINEAR                      |
| 307057 | 2001 YN83              | 18 de desembre de 2001 | Socorro              | LINEAR                      |
| 307058 | 2001 YN86              | 18 de desembre de 2001 | Socorro              | LINEAR                      |
| 307059 | 2001 YL88              | 18 de desembre de 2001 | Socorro              | LINEAR                      |
| 307060 | 2001 YH95              | 18 de desembre de 2001 | Palomar              | NEAT                        |
| 307061 | 2001 YA102             | 17 de desembre de 2001 | Socorro              | LINEAR                      |
| 307062 | 2001 YH131             | 18 de desembre de 2001 | Socorro              | LINEAR                      |
| 307063 | 2002 AE1               | 2 de gener de 2002     | Cima Ekar            | Asiago-DLR Asteroid Survey  |
| 307064 | 2002 AR5               | 8 de gener de 2002     | Palomar              | NEAT                        |
| 307065 | 2002 AX7               | 6 de gener de 2002     | Kitt Peak            | Spacewatch                  |
| 307066 | 2002 AS8               | 7 de gener de 2002     | Kitt Peak            | Spacewatch                  |
| 307067 | 2002 AJ10              | 11 de gener de 2002    | Socorro              | LINEAR                      |
| 307068 | 2002 AX14              | 12 de gener de 2002    | Socorro              | LINEAR                      |
| 307069 | 2002 AO30              | 9 de gener de 2002     | Socorro              | LINEAR                      |
| 307070 | 2002 AV31              | 14 de gener de 2002    | Socorro              | LINEAR                      |
| 307071 | 2002 AW32              | 11 de gener de 2002    | Palomar              | NEAT                        |
| 307072 | 2002 AQ33              | 9 de gener de 2002     | Kitt Peak            | Spacewatch                  |
| 307073 | 2002 AE45              | 9 de gener de 2002     | Socorro              | LINEAR                      |
| 307074 | 2002 AH49              | 9 de gener de 2002     | Socorro              | LINEAR                      |
| 307075 | 2002 AF50              | 9 de gener de 2002     | Socorro              | LINEAR                      |
| 307076 | 2002 AM52              | 9 de gener de 2002     | Socorro              | LINEAR                      |
| 307077 | 2002 AX57              | 9 de gener de 2002     | Socorro              | LINEAR                      |
| 307078 | 2002 AM68              | 12 de gener de 2002    | Kitt Peak            | Spacewatch                  |
| 307079 | 2002 AN77              | 8 de gener de 2002     | Socorro              | LINEAR                      |
| 307080 | 2002 AJ85              | 9 de gener de 2002     | Socorro              | LINEAR                      |
| 307081 | 2002 AG88              | 9 de gener de 2002     | Socorro              | LINEAR                      |
| 307082 | 2002 AK101             | 8 de gener de 2002     | Socorro              | LINEAR                      |
| 307083 | 2002 AS102             | 8 de gener de 2002     | Socorro              | LINEAR                      |
| 307084 | 2002 AE103             | 8 de gener de 2002     | Socorro              | LINEAR                      |
| 307085 | 2002 AF123             | 9 de gener de 2002     | Socorro              | LINEAR                      |
| 307086 | 2002 AV124             | 9 de gener de 2002     | Socorro              | LINEAR                      |
| 307087 | 2002 AQ132             | 8 de gener de 2002     | Socorro              | LINEAR                      |
| 307088 | 2002 AT144             | 13 de gener de 2002    | Socorro              | LINEAR                      |
| 307089 | 2002 AP161             | 13 de gener de 2002    | Socorro              | LINEAR                      |
| 307090 | 2002 AX177             | 14 de gener de 2002    | Socorro              | LINEAR                      |
| 307091 | 2002 AX178             | 14 de gener de 2002    | Socorro              | LINEAR                      |
| 307092 | 2002 AW179             | 14 de gener de 2002    | Socorro              | LINEAR                      |
| 307093 | 2002 AT191             | 12 de gener de 2002    | Kitt Peak            | Spacewatch                  |
| 307094 | 2002 AU196             | 13 de gener de 2002    | Kitt Peak            | Spacewatch                  |
| 307095 | 2002 AW201             | 8 de gener de 2002     | Socorro              | LINEAR                      |
| 307096 | 2002 AG203             | 5 de gener de 2002     | Kitt Peak            | Spacewatch                  |
| 307097 | 2002 BX13              | 19 de gener de 2002    | Socorro              | LINEAR                      |
| 307098 | 2002 BK24              | 23 de gener de 2002    | Socorro              | LINEAR                      |
| 307099 | 2002 BV29              | 21 de gener de 2002    | Anderson Mesa        | LONEOS                      |
| 307100 | 2002 CJ7               | 1 de febrer de 2002    | Socorro              | LINEAR                      |

## 307101-307200
| Nom    | Designació provisional | Data de descobriment | Lloc de descobriment | Descobridor/s                |
| ------ | ---------------------- | -------------------- | -------------------- | ---------------------------- |
| 307101 | 2002 CB13              | 8 de febrer de 2002  | Fountain Hills       | C. W. Juels, P. R. Holvorcem |
| 307102 | 2002 CX16              | 6 de febrer de 2002  | Socorro              | LINEAR                       |
| 307103 | 2002 CC18              | 6 de febrer de 2002  | Socorro              | LINEAR                       |
| 307104 | 2002 CH25              | 7 de febrer de 2002  | Kitt Peak            | Spacewatch                   |
| 307105 | 2002 CP25              | 8 de febrer de 2002  | Socorro              | LINEAR                       |
| 307106 | 2002 CF31              | 6 de febrer de 2002  | Socorro              | LINEAR                       |
| 307107 | 2002 CN31              | 6 de febrer de 2002  | Socorro              | LINEAR                       |
| 307108 | 2002 CN45              | 8 de febrer de 2002  | Kitt Peak            | Spacewatch                   |
| 307109 | 2002 CV49              | 3 de febrer de 2002  | Haleakala            | NEAT                         |
| 307110 | 2002 CJ58              | 9 de febrer de 2002  | Kitt Peak            | Spacewatch                   |
| 307111 | 2002 CD62              | 6 de febrer de 2002  | Socorro              | LINEAR                       |
| 307112 | 2002 CC68              | 7 de febrer de 2002  | Socorro              | LINEAR                       |
| 307113 | 2002 CD68              | 7 de febrer de 2002  | Socorro              | LINEAR                       |
| 307114 | 2002 CO69              | 7 de febrer de 2002  | Socorro              | LINEAR                       |
| 307115 | 2002 CC79              | 7 de febrer de 2002  | Socorro              | LINEAR                       |
| 307116 | 2002 CW84              | 7 de febrer de 2002  | Socorro              | LINEAR                       |
| 307117 | 2002 CS89              | 7 de febrer de 2002  | Socorro              | LINEAR                       |
| 307118 | 2002 CW93              | 7 de febrer de 2002  | Socorro              | LINEAR                       |
| 307119 | 2002 CM107             | 7 de febrer de 2002  | Socorro              | LINEAR                       |
| 307120 | 2002 CH117             | 7 de febrer de 2002  | Bohyunsan            | Bohyunsan                    |
| 307121 | 2002 CX123             | 7 de febrer de 2002  | Socorro              | LINEAR                       |
| 307122 | 2002 CJ126             | 7 de febrer de 2002  | Socorro              | LINEAR                       |
| 307123 | 2002 CN126             | 7 de febrer de 2002  | Socorro              | LINEAR                       |
| 307124 | 2002 CL127             | 7 de febrer de 2002  | Socorro              | LINEAR                       |
| 307125 | 2002 CZ128             | 7 de febrer de 2002  | Socorro              | LINEAR                       |
| 307126 | 2002 CT146             | 9 de febrer de 2002  | Socorro              | LINEAR                       |
| 307127 | 2002 CZ147             | 10 de febrer de 2002 | Socorro              | LINEAR                       |
| 307128 | 2002 CU150             | 10 de febrer de 2002 | Socorro              | LINEAR                       |
| 307129 | 2002 CR155             | 6 de febrer de 2002  | Socorro              | LINEAR                       |
| 307130 | 2002 CL157             | 7 de febrer de 2002  | Socorro              | LINEAR                       |
| 307131 | 2002 CR160             | 8 de febrer de 2002  | Socorro              | LINEAR                       |
| 307132 | 2002 CC163             | 8 de febrer de 2002  | Socorro              | LINEAR                       |
| 307133 | 2002 CF164             | 8 de febrer de 2002  | Socorro              | LINEAR                       |
| 307134 | 2002 CL169             | 8 de febrer de 2002  | Socorro              | LINEAR                       |
| 307135 | 2002 CA172             | 8 de febrer de 2002  | Socorro              | LINEAR                       |
| 307136 | 2002 CJ172             | 8 de febrer de 2002  | Socorro              | LINEAR                       |
| 307137 | 2002 CV175             | 10 de febrer de 2002 | Socorro              | LINEAR                       |
| 307138 | 2002 CU177             | 10 de febrer de 2002 | Socorro              | LINEAR                       |
| 307139 | 2002 CC184             | 10 de febrer de 2002 | Socorro              | LINEAR                       |
| 307140 | 2002 CL188             | 10 de febrer de 2002 | Socorro              | LINEAR                       |
| 307141 | 2002 CW188             | 10 de febrer de 2002 | Socorro              | LINEAR                       |
| 307142 | 2002 CK197             | 10 de febrer de 2002 | Socorro              | LINEAR                       |
| 307143 | 2002 CQ219             | 10 de febrer de 2002 | Socorro              | LINEAR                       |
| 307144 | 2002 CP227             | 6 de febrer de 2002  | Palomar              | NEAT                         |
| 307145 | 2002 CL238             | 11 de febrer de 2002 | Socorro              | LINEAR                       |
| 307146 | 2002 CF242             | 11 de febrer de 2002 | Socorro              | LINEAR                       |
| 307147 | 2002 CG247             | 15 de febrer de 2002 | Socorro              | LINEAR                       |
| 307148 | 2002 CN251             | 3 de febrer de 2002  | Anderson Mesa        | LONEOS                       |
| 307149 | 2002 CU254             | 6 de febrer de 2002  | Anderson Mesa        | LONEOS                       |
| 307150 | 2002 CU256             | 4 de febrer de 2002  | Palomar              | NEAT                         |
| 307151 | 2002 CQ269             | 7 de febrer de 2002  | Kitt Peak            | Spacewatch                   |
| 307152 | 2002 CZ270             | 8 de febrer de 2002  | Kitt Peak            | Spacewatch                   |
| 307153 | 2002 CR284             | 9 de febrer de 2002  | Kitt Peak            | Spacewatch                   |
| 307154 | 2002 CF286             | 10 de febrer de 2002 | Kitt Peak            | Spacewatch                   |
| 307155 | 2002 CB293             | 11 de febrer de 2002 | Socorro              | LINEAR                       |
| 307156 | 2002 CT293             | 9 de febrer de 2002  | Palomar              | NEAT                         |
| 307157 | 2002 CO299             | 12 de febrer de 2002 | Socorro              | LINEAR                       |
| 307158 | 2002 CN302             | 12 de febrer de 2002 | Socorro              | LINEAR                       |
| 307159 | 2002 DM2               | 19 de febrer de 2002 | Socorro              | LINEAR                       |
| 307160 | 2002 DR2               | 19 de febrer de 2002 | Socorro              | LINEAR                       |
| 307161 | 2002 DY3               | 25 de febrer de 2002 | Socorro              | LINEAR                       |
| 307162 | 2002 DM9               | 19 de febrer de 2002 | Socorro              | LINEAR                       |
| 307163 | 2002 DG11              | 20 de febrer de 2002 | Socorro              | LINEAR                       |
| 307164 | 2002 DM19              | 16 de febrer de 2002 | Palomar              | NEAT                         |
| 307165 | 2002 EM5               | 9 de març de 2002    | Socorro              | LINEAR                       |
| 307166 | 2002 EY5               | 11 de març de 2002   | Crni Vrh             | Crni Vrh                     |
| 307167 | 2002 EZ9               | 13 de març de 2002   | Socorro              | LINEAR                       |
| 307168 | 2002 EB12              | 12 de març de 2002   | Desert Eagle         | W. K. Y. Yeung               |
| 307169 | 2002 EN16              | 6 de març de 2002    | Palomar              | NEAT                         |
| 307170 | 2002 EE28              | 9 de març de 2002    | Socorro              | LINEAR                       |
| 307171 | 2002 EW31              | 9 de març de 2002    | Palomar              | NEAT                         |
| 307172 | 2002 EC34              | 11 de març de 2002   | Palomar              | NEAT                         |
| 307173 | 2002 EY41              | 12 de març de 2002   | Socorro              | LINEAR                       |
| 307174 | 2002 EK47              | 12 de març de 2002   | Palomar              | NEAT                         |
| 307175 | 2002 ES49              | 12 de març de 2002   | Palomar              | NEAT                         |
| 307176 | 2002 EF57              | 13 de març de 2002   | Socorro              | LINEAR                       |
| 307177 | 2002 ES57              | 13 de març de 2002   | Socorro              | LINEAR                       |
| 307178 | 2002 EL64              | 13 de març de 2002   | Socorro              | LINEAR                       |
| 307179 | 2002 ER65              | 13 de març de 2002   | Socorro              | LINEAR                       |
| 307180 | 2002 ES65              | 13 de març de 2002   | Socorro              | LINEAR                       |
| 307181 | 2002 EH69              | 13 de març de 2002   | Socorro              | LINEAR                       |
| 307182 | 2002 EX75              | 14 de març de 2002   | Palomar              | NEAT                         |
| 307183 | 2002 EM85              | 9 de març de 2002    | Socorro              | LINEAR                       |
| 307184 | 2002 EG93              | 12 de març de 2002   | Palomar              | NEAT                         |
| 307185 | 2002 EC96              | 15 de març de 2002   | Socorro              | LINEAR                       |
| 307186 | 2002 EQ104             | 9 de març de 2002    | Socorro              | LINEAR                       |
| 307187 | 2002 EG107             | 9 de març de 2002    | Anderson Mesa        | LONEOS                       |
| 307188 | 2002 EH107             | 9 de març de 2002    | Anderson Mesa        | LONEOS                       |
| 307189 | 2002 EU124             | 12 de març de 2002   | Socorro              | LINEAR                       |
| 307190 | 2002 EK130             | 12 de març de 2002   | Anderson Mesa        | LONEOS                       |
| 307191 | 2002 ET133             | 13 de març de 2002   | Palomar              | NEAT                         |
| 307192 | 2002 EY133             | 13 de març de 2002   | Palomar              | NEAT                         |
| 307193 | 2002 EH145             | 13 de març de 2002   | Palomar              | NEAT                         |
| 307194 | 2002 ES147             | 15 de març de 2002   | Palomar              | NEAT                         |
| 307195 | 2002 EX163             | 26 d'octubre de 2005 | Kitt Peak            | Spacewatch                   |
| 307196 | 2002 FO1               | 19 de març de 2002   | Fountain Hills       | Fountain Hills               |
| 307197 | 2002 FZ1               | 19 de març de 2002   | Palomar              | NEAT                         |
| 307198 | 2002 FJ3               | 18 de març de 2002   | Socorro              | LINEAR                       |
| 307199 | 2002 FY6               | 30 de març de 2002   | Palomar              | NEAT                         |
| 307200 | 2002 FT9               | 16 de març de 2002   | Socorro              | LINEAR                       |

## 307201-307300
| Nom    | Designació provisional | Data de descobriment   | Lloc de descobriment | Descobridor/s               |
| ------ | ---------------------- | ---------------------- | -------------------- | --------------------------- |
| 307201 | 2002 FO12              | 16 de març de 2002     | Socorro              | LINEAR                      |
| 307202 | 2002 FO14              | 16 de març de 2002     | Haleakala            | NEAT                        |
| 307203 | 2002 FB15              | 16 de març de 2002     | Haleakala            | NEAT                        |
| 307204 | 2002 FC16              | 16 de març de 2002     | Haleakala            | NEAT                        |
| 307205 | 2002 FQ27              | 20 de març de 2002     | Socorro              | LINEAR                      |
| 307206 | 2002 FV35              | 21 de març de 2002     | Socorro              | LINEAR                      |
| 307207 | 2002 FA41              | 21 de març de 2002     | Socorro              | LINEAR                      |
| 307208 | 2002 GZ2               | 5 d'abril de 2002      | Palomar              | NEAT                        |
| 307209 | 2002 GN6               | 9 d'abril de 2002      | Socorro              | LINEAR                      |
| 307210 | 2002 GT7               | 14 d'abril de 2002     | Desert Eagle         | W. K. Y. Yeung              |
| 307211 | 2002 GS12              | 14 d'abril de 2002     | Socorro              | LINEAR                      |
| 307212 | 2002 GN43              | 4 d'abril de 2002      | Palomar              | NEAT                        |
| 307213 | 2002 GV43              | 4 d'abril de 2002      | Palomar              | NEAT                        |
| 307214 | 2002 GK47              | 4 d'abril de 2002      | Haleakala            | NEAT                        |
| 307215 | 2002 GM66              | 8 d'abril de 2002      | Palomar              | NEAT                        |
| 307216 | 2002 GR71              | 9 d'abril de 2002      | Anderson Mesa        | LONEOS                      |
| 307217 | 2002 GC73              | 9 d'abril de 2002      | Anderson Mesa        | LONEOS                      |
| 307218 | 2002 GR74              | 9 d'abril de 2002      | Kitt Peak            | Spacewatch                  |
| 307219 | 2002 GN80              | 10 d'abril de 2002     | Socorro              | LINEAR                      |
| 307220 | 2002 GH85              | 10 d'abril de 2002     | Socorro              | LINEAR                      |
| 307221 | 2002 GS88              | 10 d'abril de 2002     | Socorro              | LINEAR                      |
| 307222 | 2002 GB92              | 9 d'abril de 2002      | Kitt Peak            | Spacewatch                  |
| 307223 | 2002 GU99              | 10 d'abril de 2002     | Socorro              | LINEAR                      |
| 307224 | 2002 GZ104             | 10 d'abril de 2002     | Socorro              | LINEAR                      |
| 307225 | 2002 GX108             | 11 d'abril de 2002     | Palomar              | NEAT                        |
| 307226 | 2002 GN109             | 11 d'abril de 2002     | Socorro              | LINEAR                      |
| 307227 | 2002 GE123             | 10 d'abril de 2002     | Socorro              | LINEAR                      |
| 307228 | 2002 GP146             | 13 d'abril de 2002     | Palomar              | NEAT                        |
| 307229 | 2002 GO149             | 14 d'abril de 2002     | Socorro              | LINEAR                      |
| 307230 | 2002 GS162             | 14 d'abril de 2002     | Palomar              | NEAT                        |
| 307231 | 2002 GV173             | 10 d'abril de 2002     | Socorro              | LINEAR                      |
| 307232 | 2002 GS185             | 9 d'abril de 2002      | Palomar              | NEAT                        |
| 307233 | 2002 HR4               | 16 d'abril de 2002     | Socorro              | LINEAR                      |
| 307234 | 2002 HA8               | 20 d'abril de 2002     | Palomar              | NEAT                        |
| 307235 | 2002 HZ9               | 17 d'abril de 2002     | Socorro              | LINEAR                      |
| 307236 | 2002 JK2               | 4 de maig de 2002      | Socorro              | LINEAR                      |
| 307237 | 2002 JR6               | 6 de maig de 2002      | Kitt Peak            | Spacewatch                  |
| 307238 | 2002 JO29              | 9 de maig de 2002      | Socorro              | LINEAR                      |
| 307239 | 2002 JT63              | 9 de maig de 2002      | Socorro              | LINEAR                      |
| 307240 | 2002 JU67              | 9 de maig de 2002      | Socorro              | LINEAR                      |
| 307241 | 2002 JP89              | 11 de maig de 2002     | Socorro              | LINEAR                      |
| 307242 | 2002 JF92              | 11 de maig de 2002     | Socorro              | LINEAR                      |
| 307243 | 2002 JU100             | 15 de maig de 2002     | Nogales              | Tenagra II                  |
| 307244 | 2002 JU122             | 6 de maig de 2002      | Palomar              | NEAT                        |
| 307245 | 2002 JK125             | 7 de maig de 2002      | Palomar              | NEAT                        |
| 307246 | 2002 JU126             | 7 de maig de 2002      | Anderson Mesa        | LONEOS                      |
| 307247 | 2002 JO150             | 11 de novembre de 2004 | Kitt Peak            | Spacewatch                  |
| 307248 | 2002 JP150             | 12 de novembre de 2007 | Mount Lemmon         | Mt. Lemmon Survey           |
| 307249 | 2002 JC151             | 5 de maig de 1997      | Kitt Peak            | Spacewatch                  |
| 307250 | 2002 KW8               | 29 de maig de 2002     | Haleakala            | NEAT                        |
| 307251 | 2002 KW14              | 17 de maig de 2002     | Palomar              | C. A. Trujillo, M. E. Brown |
| 307252 | 2002 LR1               | 2 de juny de 2002      | Palomar              | NEAT                        |
| 307253 | 2002 LU32              | 3 de juny de 2002      | Socorro              | LINEAR                      |
| 307254 | 2002 LM46              | 11 de juny de 2002     | Socorro              | LINEAR                      |
| 307255 | 2002 LS55              | 14 de juny de 2002     | Socorro              | LINEAR                      |
| 307256 | 2002 LH56              | 15 de juny de 2002     | Socorro              | LINEAR                      |
| 307257 | 2002 LP62              | 13 de juny de 2002     | Palomar              | NEAT                        |
| 307258 | 2002 LJ64              | 19 de setembre de 2006 | Catalina             | CSS                         |
| 307259 | 2002 MN1               | 19 de juny de 2002     | Campo Imperatore     | CINEOS                      |
| 307260 | 2002 MW2               | 24 de juny de 2002     | Haleakala            | NEAT                        |
| 307261 | 2002 MS4               | 18 de juny de 2002     | Palomar              | C. A. Trujillo, M. E. Brown |
| 307262 | 2002 NN22              | 9 de juliol de 2002    | Socorro              | LINEAR                      |
| 307263 | 2002 NT26              | 9 de juliol de 2002    | Socorro              | LINEAR                      |
| 307264 | 2002 NX42              | 15 de juliol de 2002   | Palomar              | NEAT                        |
| 307265 | 2002 NC48              | 14 de juliol de 2002   | Palomar              | NEAT                        |
| 307266 | 2002 NR49              | 14 de juliol de 2002   | Palomar              | NEAT                        |
| 307267 | 2002 NX51              | 14 de juliol de 2002   | Socorro              | LINEAR                      |
| 307268 | 2002 NQ53              | 14 de juliol de 2002   | Palomar              | NEAT                        |
| 307269 | 2002 NY60              | 4 de juliol de 2002    | Palomar              | NEAT                        |
| 307270 | 2002 NQ63              | 8 de juliol de 2002    | Palomar              | NEAT                        |
| 307271 | 2002 NH68              | 12 de juliol de 2002   | Palomar              | NEAT                        |
| 307272 | 2002 NL70              | 9 de juliol de 2002    | Palomar              | NEAT                        |
| 307273 | 2002 NW76              | 11 de març de 2005     | Mount Lemmon         | Mt. Lemmon Survey           |
| 307274 | 2002 OX17              | 18 de juliol de 2002   | Socorro              | LINEAR                      |
| 307275 | 2002 OD23              | 20 de juliol de 2002   | Palomar              | NEAT                        |
| 307276 | 2002 PJ15              | 6 d'agost de 2002      | Palomar              | NEAT                        |
| 307277 | 2002 PW23              | 6 d'agost de 2002      | Palomar              | NEAT                        |
| 307278 | 2002 PE54              | 8 d'agost de 2002      | Palomar              | NEAT                        |
| 307279 | 2002 PJ55              | 9 d'agost de 2002      | Socorro              | LINEAR                      |
| 307280 | 2002 PB61              | 11 d'agost de 2002     | Socorro              | LINEAR                      |
| 307281 | 2002 PG62              | 8 d'agost de 2002      | Palomar              | NEAT                        |
| 307282 | 2002 PF72              | 12 d'agost de 2002     | Socorro              | LINEAR                      |
| 307283 | 2002 PN73              | 12 d'agost de 2002     | Socorro              | LINEAR                      |
| 307284 | 2002 PJ81              | 13 d'agost de 2002     | Palomar              | NEAT                        |
| 307285 | 2002 PX81              | 9 d'agost de 2002      | Socorro              | LINEAR                      |
| 307286 | 2002 PA96              | 14 d'agost de 2002     | Socorro              | LINEAR                      |
| 307287 | 2002 PK99              | 14 d'agost de 2002     | Socorro              | LINEAR                      |
| 307288 | 2002 PW99              | 14 d'agost de 2002     | Socorro              | LINEAR                      |
| 307289 | 2002 PK102             | 12 d'agost de 2002     | Socorro              | LINEAR                      |
| 307290 | 2002 PE134             | 14 d'agost de 2002     | Socorro              | LINEAR                      |
| 307291 | 2002 PF139             | 12 d'agost de 2002     | Socorro              | LINEAR                      |
| 307292 | 2002 PM167             | 8 d'agost de 2002      | Palomar              | NEAT                        |
| 307293 | 2002 PK174             | 15 d'agost de 2002     | Palomar              | NEAT                        |
| 307294 | 2002 PP177             | 8 d'agost de 2002      | Palomar              | NEAT                        |
| 307295 | 2002 PR189             | 8 d'agost de 2002      | Palomar              | NEAT                        |
| 307296 | 2002 PO197             | 2 de febrer de 2005    | Catalina             | CSS                         |
| 307297 | 2002 QF3               | 16 d'agost de 2002     | Palomar              | NEAT                        |
| 307298 | 2002 QV6               | 16 d'agost de 2002     | Socorro              | LINEAR                      |
| 307299 | 2002 QJ11              | 26 d'agost de 2002     | Palomar              | NEAT                        |
| 307300 | 2002 QH13              | 26 d'agost de 2002     | Palomar              | NEAT                        |

## 307301-307400
| Nom    | Designació provisional | Data de descobriment   | Lloc de descobriment | Descobridor/s                |
| ------ | ---------------------- | ---------------------- | -------------------- | ---------------------------- |
| 307301 | 2002 QG20              | 28 d'agost de 2002     | Palomar              | NEAT                         |
| 307302 | 2002 QA34              | 29 d'agost de 2002     | Palomar              | NEAT                         |
| 307303 | 2002 QO54              | 29 d'agost de 2002     | Palomar              | S. F. Hoenig                 |
| 307304 | 2002 QO76              | 18 d'agost de 2002     | Palomar              | NEAT                         |
| 307305 | 2002 QR76              | 24 d'agost de 2002     | Palomar              | NEAT                         |
| 307306 | 2002 QP77              | 18 d'agost de 2002     | Palomar              | NEAT                         |
| 307307 | 2002 QD78              | 28 d'agost de 2002     | Palomar              | NEAT                         |
| 307308 | 2002 QS78              | 30 d'agost de 2002     | Palomar              | NEAT                         |
| 307309 | 2002 QC80              | 29 d'agost de 2002     | Palomar              | NEAT                         |
| 307310 | 2002 QF82              | 27 d'agost de 2002     | Palomar              | NEAT                         |
| 307311 | 2002 QK82              | 30 d'agost de 2002     | Palomar              | NEAT                         |
| 307312 | 2002 QJ84              | 16 d'agost de 2002     | Palomar              | NEAT                         |
| 307313 | 2002 QQ86              | 17 d'agost de 2002     | Palomar              | NEAT                         |
| 307314 | 2002 QJ89              | 27 d'agost de 2002     | Palomar              | NEAT                         |
| 307315 | 2002 QM93              | 30 d'agost de 2002     | Palomar              | NEAT                         |
| 307316 | 2002 QS97              | 18 d'agost de 2002     | Palomar              | NEAT                         |
| 307317 | 2002 QM101             | 30 d'agost de 2002     | Palomar              | NEAT                         |
| 307318 | 2002 QK103             | 30 d'agost de 2002     | Palomar              | NEAT                         |
| 307319 | 2002 QT106             | 17 d'agost de 2002     | Palomar              | NEAT                         |
| 307320 | 2002 QM108             | 17 d'agost de 2002     | Palomar              | NEAT                         |
| 307321 | 2002 QA123             | 17 d'agost de 2002     | Palomar              | NEAT                         |
| 307322 | 2002 QN125             | 20 d'agost de 2002     | Palomar              | NEAT                         |
| 307323 | 2002 QW127             | 29 d'agost de 2002     | Palomar              | NEAT                         |
| 307324 | 2002 QC128             | 29 d'agost de 2002     | Palomar              | NEAT                         |
| 307325 | 2002 QJ128             | 29 d'agost de 2002     | Palomar              | NEAT                         |
| 307326 | 2002 QZ128             | 27 d'agost de 2002     | Palomar              | NEAT                         |
| 307327 | 2002 QJ146             | 18 de juny de 2006     | Kitt Peak            | Spacewatch                   |
| 307328 | 2002 QC147             | 18 de desembre de 2003 | Socorro              | LINEAR                       |
| 307329 | 2002 RA5               | 3 de setembre de 2002  | Palomar              | NEAT                         |
| 307330 | 2002 RD5               | 3 de setembre de 2002  | Palomar              | NEAT                         |
| 307331 | 2002 RW8               | 4 de setembre de 2002  | Palomar              | NEAT                         |
| 307332 | 2002 RC15              | 4 de setembre de 2002  | Anderson Mesa        | LONEOS                       |
| 307333 | 2002 RW28              | 2 de setembre de 2002  | Palomar              | NEAT                         |
| 307334 | 2002 RW32              | 4 de setembre de 2002  | Anderson Mesa        | LONEOS                       |
| 307335 | 2002 RA35              | 4 de setembre de 2002  | Anderson Mesa        | LONEOS                       |
| 307336 | 2002 RO38              | 5 de setembre de 2002  | Anderson Mesa        | LONEOS                       |
| 307337 | 2002 RD44              | 5 de setembre de 2002  | Socorro              | LINEAR                       |
| 307338 | 2002 RU45              | 5 de setembre de 2002  | Socorro              | LINEAR                       |
| 307339 | 2002 RB53              | 5 de setembre de 2002  | Socorro              | LINEAR                       |
| 307340 | 2002 RT57              | 5 de setembre de 2002  | Anderson Mesa        | LONEOS                       |
| 307341 | 2002 RS64              | 5 de setembre de 2002  | Socorro              | LINEAR                       |
| 307342 | 2002 RQ66              | 3 de setembre de 2002  | Palomar              | NEAT                         |
| 307343 | 2002 RC113             | 4 de setembre de 2002  | Palomar              | NEAT                         |
| 307344 | 2002 RX117             | 2 de setembre de 2002  | Kvistaberg           | Uppsala-DLR Asteroid Survey  |
| 307345 | 2002 RW144             | 11 de setembre de 2002 | Palomar              | NEAT                         |
| 307346 | 2002 RC146             | 11 de setembre de 2002 | Palomar              | NEAT                         |
| 307347 | 2002 RL155             | 11 de setembre de 2002 | Palomar              | NEAT                         |
| 307348 | 2002 RS155             | 11 de setembre de 2002 | Palomar              | NEAT                         |
| 307349 | 2002 RC157             | 11 de setembre de 2002 | Palomar              | NEAT                         |
| 307350 | 2002 RB183             | 11 de setembre de 2002 | Palomar              | NEAT                         |
| 307351 | 2002 RD183             | 11 de setembre de 2002 | Palomar              | NEAT                         |
| 307352 | 2002 RP183             | 11 de setembre de 2002 | Palomar              | NEAT                         |
| 307353 | 2002 RM185             | 12 de setembre de 2002 | Palomar              | NEAT                         |
| 307354 | 2002 RV198             | 13 de setembre de 2002 | Palomar              | NEAT                         |
| 307355 | 2002 RL203             | 13 de setembre de 2002 | Haleakala            | NEAT                         |
| 307356 | 2002 RV205             | 14 de setembre de 2002 | Palomar              | NEAT                         |
| 307357 | 2002 RW208             | 14 de setembre de 2002 | Goodricke-Pigott     | R. A. Tucker                 |
| 307358 | 2002 RA210             | 15 de setembre de 2002 | Kitt Peak            | Spacewatch                   |
| 307359 | 2002 RJ212             | 15 de setembre de 2002 | Haleakala            | NEAT                         |
| 307360 | 2002 RC228             | 14 de setembre de 2002 | Haleakala            | NEAT                         |
| 307361 | 2002 RQ245             | 1 de setembre de 2002  | Palomar              | NEAT                         |
| 307362 | 2002 RN247             | 14 de setembre de 2002 | Palomar              | NEAT                         |
| 307363 | 2002 RD248             | 14 d'agost de 2002     | Socorro              | LINEAR                       |
| 307364 | 2002 RW253             | 14 de setembre de 2002 | Palomar              | NEAT                         |
| 307365 | 2002 RX253             | 14 de setembre de 2002 | Palomar              | NEAT                         |
| 307366 | 2002 RC255             | 14 de setembre de 2002 | Palomar              | NEAT                         |
| 307367 | 2002 RK255             | 15 de setembre de 2002 | Palomar              | NEAT                         |
| 307368 | 2002 RO260             | 12 de setembre de 2002 | Palomar              | NEAT                         |
| 307369 | 2002 RS263             | 13 de setembre de 2002 | Palomar              | NEAT                         |
| 307370 | 2002 RU273             | 4 de setembre de 2002  | Palomar              | NEAT                         |
| 307371 | 2002 RU289             | 5 de febrer de 2000    | Catalina             | CSS                          |
| 307372 | 2002 ST11              | 27 de setembre de 2002 | Palomar              | NEAT                         |
| 307373 | 2002 SA16              | 27 de setembre de 2002 | Palomar              | NEAT                         |
| 307374 | 2002 SB21              | 26 de setembre de 2002 | Palomar              | NEAT                         |
| 307375 | 2002 SR34              | 29 de setembre de 2002 | Haleakala            | NEAT                         |
| 307376 | 2002 SB42              | 28 de setembre de 2002 | Palomar              | NEAT                         |
| 307377 | 2002 SQ45              | 29 de setembre de 2002 | Kitt Peak            | Spacewatch                   |
| 307378 | 2002 SF52              | 17 de setembre de 2002 | Palomar              | NEAT                         |
| 307379 | 2002 SU53              | 20 de setembre de 2002 | Palomar              | NEAT                         |
| 307380 | 2002 SP54              | 30 de setembre de 2002 | Socorro              | LINEAR                       |
| 307381 | 2002 SR61              | 17 de setembre de 2002 | Palomar              | NEAT                         |
| 307382 | 2002 SJ67              | 16 de setembre de 2002 | Palomar              | NEAT                         |
| 307383 | 2002 SK68              | 26 de setembre de 2002 | Palomar              | NEAT                         |
| 307384 | 2002 SM68              | 26 de setembre de 2002 | Palomar              | NEAT                         |
| 307385 | 2002 SP68              | 26 de setembre de 2002 | Palomar              | NEAT                         |
| 307386 | 2002 SH69              | 26 de setembre de 2002 | Palomar              | NEAT                         |
| 307387 | 2002 SR74              | 16 d'octubre de 1998   | Kitt Peak            | Spacewatch                   |
| 307388 | 2002 TS2               | 1 d'octubre de 2002    | Anderson Mesa        | LONEOS                       |
| 307389 | 2002 TY10              | 3 d'octubre de 2002    | Fountain Hills       | C. W. Juels, P. R. Holvorcem |
| 307390 | 2002 TT21              | 2 d'octubre de 2002    | Socorro              | LINEAR                       |
| 307391 | 2002 TY25              | 2 d'octubre de 2002    | Socorro              | LINEAR                       |
| 307392 | 2002 TM28              | 2 d'octubre de 2002    | Socorro              | LINEAR                       |
| 307393 | 2002 TL37              | 2 d'octubre de 2002    | Socorro              | LINEAR                       |
| 307394 | 2002 TP42              | 2 d'octubre de 2002    | Socorro              | LINEAR                       |
| 307395 | 2002 TC67              | 7 d'octubre de 2002    | Socorro              | LINEAR                       |
| 307396 | 2002 TC79              | 1 d'octubre de 2002    | Anderson Mesa        | LONEOS                       |
| 307397 | 2002 TY82              | 2 d'octubre de 2002    | Socorro              | LINEAR                       |
| 307398 | 2002 TB83              | 2 d'octubre de 2002    | Socorro              | LINEAR                       |
| 307399 | 2002 TU83              | 2 d'octubre de 2002    | Haleakala            | NEAT                         |
| 307400 | 2002 TA111             | 2 d'octubre de 2002    | Campo Imperatore     | CINEOS                       |

## 307401-307500
| Nom    | Designació provisional | Data de descobriment   | Lloc de descobriment | Descobridor/s                |
| ------ | ---------------------- | ---------------------- | -------------------- | ---------------------------- |
| 307401 | 2002 TH124             | 4 d'octubre de 2002    | Palomar              | NEAT                         |
| 307402 | 2002 TZ137             | 4 d'octubre de 2002    | Anderson Mesa        | LONEOS                       |
| 307403 | 2002 TU145             | 3 d'octubre de 2002    | Campo Imperatore     | CINEOS                       |
| 307404 | 2002 TY145             | 4 d'octubre de 2002    | Socorro              | LINEAR                       |
| 307405 | 2002 TP154             | 5 d'octubre de 2002    | Palomar              | NEAT                         |
| 307406 | 2002 TF155             | 5 d'octubre de 2002    | Socorro              | LINEAR                       |
| 307407 | 2002 TP159             | 5 d'octubre de 2002    | Palomar              | NEAT                         |
| 307408 | 2002 TT165             | 3 d'octubre de 2002    | Palomar              | NEAT                         |
| 307409 | 2002 TO170             | 3 d'octubre de 2002    | Palomar              | NEAT                         |
| 307410 | 2002 TT174             | 4 d'octubre de 2002    | Socorro              | LINEAR                       |
| 307411 | 2002 TQ177             | 11 d'octubre de 2002   | Palomar              | NEAT                         |
| 307412 | 2002 TR184             | 4 d'octubre de 2002    | Socorro              | LINEAR                       |
| 307413 | 2002 TT191             | 5 d'octubre de 2002    | Anderson Mesa        | LONEOS                       |
| 307414 | 2002 TY191             | 5 d'octubre de 2002    | Anderson Mesa        | LONEOS                       |
| 307415 | 2002 TE199             | 6 d'octubre de 2002    | Socorro              | LINEAR                       |
| 307416 | 2002 TZ203             | 4 d'octubre de 2002    | Socorro              | LINEAR                       |
| 307417 | 2002 TW220             | 6 d'octubre de 2002    | Socorro              | LINEAR                       |
| 307418 | 2002 TR235             | 6 d'octubre de 2002    | Socorro              | LINEAR                       |
| 307419 | 2002 TN237             | 6 d'octubre de 2002    | Socorro              | LINEAR                       |
| 307420 | 2002 TK242             | 9 d'octubre de 2002    | Anderson Mesa        | LONEOS                       |
| 307421 | 2002 TP256             | 9 d'octubre de 2002    | Socorro              | LINEAR                       |
| 307422 | 2002 TE259             | 9 d'octubre de 2002    | Socorro              | LINEAR                       |
| 307423 | 2002 TG259             | 3 d'octubre de 2002    | Socorro              | LINEAR                       |
| 307424 | 2002 TA266             | 10 d'octubre de 2002   | Socorro              | LINEAR                       |
| 307425 | 2002 TA267             | 10 d'octubre de 2002   | Socorro              | LINEAR                       |
| 307426 | 2002 TC273             | 9 d'octubre de 2002    | Socorro              | LINEAR                       |
| 307427 | 2002 TP273             | 9 d'octubre de 2002    | Socorro              | LINEAR                       |
| 307428 | 2002 TX287             | 10 d'octubre de 2002   | Socorro              | LINEAR                       |
| 307429 | 2002 TV293             | 11 d'octubre de 2002   | Palomar              | NEAT                         |
| 307430 | 2002 TR297             | 11 d'octubre de 2002   | Socorro              | LINEAR                       |
| 307431 | 2002 TO304             | 4 d'octubre de 2002    | Apache Point         | Sloan Digital Sky Survey     |
| 307432 | 2002 TD306             | 4 d'octubre de 2002    | Apache Point         | Sloan Digital Sky Survey     |
| 307433 | 2002 TO319             | 5 d'octubre de 2002    | Apache Point         | Sloan Digital Sky Survey     |
| 307434 | 2002 TT334             | 5 d'octubre de 2002    | Apache Point         | Sloan Digital Sky Survey     |
| 307435 | 2002 TH347             | 5 d'octubre de 2002    | Apache Point         | Sloan Digital Sky Survey     |
| 307436 | 2002 TW349             | 10 d'octubre de 2002   | Apache Point         | Sloan Digital Sky Survey     |
| 307437 | 2002 TL350             | 10 d'octubre de 2002   | Apache Point         | Sloan Digital Sky Survey     |
| 307438 | 2002 TZ375             | 5 d'octubre de 2002    | Apache Point         | Sloan Digital Sky Survey     |
| 307439 | 2002 UR1               | 28 d'octubre de 2002   | Nogales              | C. W. Juels, P. R. Holvorcem |
| 307440 | 2002 UO25              | 30 d'octubre de 2002   | Haleakala            | NEAT                         |
| 307441 | 2002 UQ28              | 31 d'octubre de 2002   | Socorro              | LINEAR                       |
| 307442 | 2002 UZ28              | 31 d'octubre de 2002   | Socorro              | LINEAR                       |
| 307443 | 2002 UJ37              | 31 d'octubre de 2002   | Anderson Mesa        | LONEOS                       |
| 307444 | 2002 UU40              | 31 d'octubre de 2002   | Socorro              | LINEAR                       |
| 307445 | 2002 UF41              | 31 d'octubre de 2002   | Palomar              | NEAT                         |
| 307446 | 2002 UN43              | 30 d'octubre de 2002   | Kitt Peak            | Spacewatch                   |
| 307447 | 2002 UA75              | 31 d'octubre de 2002   | Palomar              | NEAT                         |
| 307448 | 2002 UY77              | 30 d'octubre de 2002   | Palomar              | NEAT                         |
| 307449 | 2002 UW78              | 31 de gener de 2009    | Mount Lemmon         | Mt. Lemmon Survey            |
| 307450 | 2002 VN3               | 1 de novembre de 2002  | Palomar              | NEAT                         |
| 307451 | 2002 VQ3               | 1 de novembre de 2002  | Palomar              | NEAT                         |
| 307452 | 2002 VU14              | 6 de novembre de 2002  | Needville            | Needville                    |
| 307453 | 2002 VQ30              | 5 de novembre de 2002  | Socorro              | LINEAR                       |
| 307454 | 2002 VW30              | 5 de novembre de 2002  | Socorro              | LINEAR                       |
| 307455 | 2002 VP55              | 6 de novembre de 2002  | Socorro              | LINEAR                       |
| 307456 | 2002 VN58              | 6 de novembre de 2002  | Haleakala            | NEAT                         |
| 307457 | 2002 VE66              | 7 de novembre de 2002  | Socorro              | LINEAR                       |
| 307458 | 2002 VR75              | 7 de novembre de 2002  | Socorro              | LINEAR                       |
| 307459 | 2002 VB81              | 7 de novembre de 2002  | Socorro              | LINEAR                       |
| 307460 | 2002 VS88              | 11 de novembre de 2002 | Anderson Mesa        | LONEOS                       |
| 307461 | 2002 VN90              | 2 de novembre de 2002  | Haleakala            | NEAT                         |
| 307462 | 2002 VP102             | 12 de novembre de 2002 | Socorro              | LINEAR                       |
| 307463 | 2002 VU130             | 7 de novembre de 2002  | Kitt Peak            | M. W. Buie                   |
| 307464 | 2002 WL                | 20 de novembre de 2002 | Palomar              | NEAT                         |
| 307465 | 2002 WW2               | 23 de novembre de 2002 | Kingsnake            | J. V. McClusky               |
| 307466 | 2002 WJ18              | 30 de novembre de 2002 | Socorro              | LINEAR                       |
| 307467 | 2002 WD21              | 24 de novembre de 2002 | Palomar              | NEAT                         |
| 307468 | 2002 WV21              | 23 de novembre de 2002 | Palomar              | NEAT                         |
| 307469 | 2002 WP26              | 24 de novembre de 2002 | Palomar              | NEAT                         |
| 307470 | 2002 WL30              | 24 de novembre de 2002 | Palomar              | NEAT                         |
| 307471 | 2002 XB5               | 1 de desembre de 2002  | Socorro              | LINEAR                       |
| 307472 | 2002 XB8               | 2 de desembre de 2002  | Socorro              | LINEAR                       |
| 307473 | 2002 XV11              | 3 de desembre de 2002  | Palomar              | NEAT                         |
| 307474 | 2002 XD16              | 3 de desembre de 2002  | Palomar              | NEAT                         |
| 307475 | 2002 XZ19              | 2 de desembre de 2002  | Socorro              | LINEAR                       |
| 307476 | 2002 XU22              | 3 de desembre de 2002  | Palomar              | NEAT                         |
| 307477 | 2002 XQ26              | 3 de desembre de 2002  | Palomar              | NEAT                         |
| 307478 | 2002 XR31              | 6 de desembre de 2002  | Socorro              | LINEAR                       |
| 307479 | 2002 XR37              | 8 de desembre de 2002  | Palomar              | NEAT                         |
| 307480 | 2002 XU37              | 5 de desembre de 2002  | Socorro              | LINEAR                       |
| 307481 | 2002 XG38              | 6 de desembre de 2002  | Socorro              | LINEAR                       |
| 307482 | 2002 XP46              | 7 de desembre de 2002  | Socorro              | LINEAR                       |
| 307483 | 2002 XL50              | 10 de desembre de 2002 | Socorro              | LINEAR                       |
| 307484 | 2002 XL55              | 10 de desembre de 2002 | Palomar              | NEAT                         |
| 307485 | 2002 XM57              | 10 de desembre de 2002 | Palomar              | NEAT                         |
| 307486 | 2002 XW59              | 10 de desembre de 2002 | Socorro              | LINEAR                       |
| 307487 | 2002 XF60              | 10 de desembre de 2002 | Socorro              | LINEAR                       |
| 307488 | 2002 XL62              | 11 de desembre de 2002 | Socorro              | LINEAR                       |
| 307489 | 2002 XZ64              | 11 de desembre de 2002 | Socorro              | LINEAR                       |
| 307490 | 2002 XU79              | 11 de desembre de 2002 | Socorro              | LINEAR                       |
| 307491 | 2002 XR81              | 11 de desembre de 2002 | Socorro              | LINEAR                       |
| 307492 | 2002 XE88              | 12 de desembre de 2002 | Palomar              | NEAT                         |
| 307493 | 2002 XP90              | 14 de desembre de 2002 | Socorro              | LINEAR                       |
| 307494 | 2002 XD93              | 5 de desembre de 2002  | Socorro              | LINEAR                       |
| 307495 | 2002 XV95              | 5 de desembre de 2002  | Socorro              | LINEAR                       |
| 307496 | 2002 XC96              | 5 de desembre de 2002  | Socorro              | LINEAR                       |
| 307497 | 2002 XU108             | 6 de desembre de 2002  | Socorro              | LINEAR                       |
| 307498 | 2002 XD109             | 6 de desembre de 2002  | Socorro              | LINEAR                       |
| 307499 | 2002 XD117             | 10 de desembre de 2002 | Palomar              | NEAT                         |
| 307500 | 2002 XN118             | 3 de desembre de 2002  | Palomar              | NEAT                         |

## 307501-307600
| Nom    | Designació provisional | Data de descobriment   | Lloc de descobriment | Descobridor/s      |
| ------ | ---------------------- | ---------------------- | -------------------- | ------------------ |
| 307501 | 2002 YB1               | 27 de desembre de 2002 | Anderson Mesa        | LONEOS             |
| 307502 | 2002 YF6               | 28 de desembre de 2002 | Kitt Peak            | Spacewatch         |
| 307503 | 2002 YL8               | 31 de desembre de 2002 | Socorro              | LINEAR             |
| 307504 | 2002 YC9               | 31 de desembre de 2002 | Socorro              | LINEAR             |
| 307505 | 2002 YX11              | 31 de desembre de 2002 | Socorro              | LINEAR             |
| 307506 | 2002 YF15              | 31 de desembre de 2002 | Eskridge             | G. Hug             |
| 307507 | 2002 YD19              | 31 de desembre de 2002 | Socorro              | LINEAR             |
| 307508 | 2002 YX19              | 31 de desembre de 2002 | Socorro              | LINEAR             |
| 307509 | 2003 AR                | 1 de gener de 2003     | Socorro              | LINEAR             |
| 307510 | 2003 AB6               | 1 de gener de 2003     | Socorro              | LINEAR             |
| 307511 | 2003 AG6               | 1 de gener de 2003     | Socorro              | LINEAR             |
| 307512 | 2003 AD13              | 1 de gener de 2003     | Socorro              | LINEAR             |
| 307513 | 2003 AU21              | 5 de gener de 2003     | Socorro              | LINEAR             |
| 307514 | 2003 AO31              | 5 de gener de 2003     | Socorro              | LINEAR             |
| 307515 | 2003 AN32              | 5 de gener de 2003     | Socorro              | LINEAR             |
| 307516 | 2003 AR32              | 5 de gener de 2003     | Socorro              | LINEAR             |
| 307517 | 2003 AH43              | 5 de gener de 2003     | Socorro              | LINEAR             |
| 307518 | 2003 AB44              | 5 de gener de 2003     | Socorro              | LINEAR             |
| 307519 | 2003 AN58              | 5 de gener de 2003     | Socorro              | LINEAR             |
| 307520 | 2003 AY60              | 7 de gener de 2003     | Socorro              | LINEAR             |
| 307521 | 2003 AN61              | 7 de gener de 2003     | Socorro              | LINEAR             |
| 307522 | 2003 AE70              | 8 de gener de 2003     | Socorro              | LINEAR             |
| 307523 | 2003 AV72              | 11 de gener de 2003    | Socorro              | LINEAR             |
| 307524 | 2003 AX81              | 13 de gener de 2003    | Socorro              | LINEAR             |
| 307525 | 2003 AB83              | 14 de gener de 2003    | Socorro              | LINEAR             |
| 307526 | 2003 AB88              | 2 de gener de 2003     | Socorro              | LINEAR             |
| 307527 | 2003 BA12              | 26 de gener de 2003    | Anderson Mesa        | LONEOS             |
| 307528 | 2003 BF15              | 26 de gener de 2003    | Haleakala            | NEAT               |
| 307529 | 2003 BN15              | 26 de gener de 2003    | Palomar              | NEAT               |
| 307530 | 2003 BL22              | 25 de gener de 2003    | Palomar              | NEAT               |
| 307531 | 2003 BK37              | 28 de gener de 2003    | Kitt Peak            | Spacewatch         |
| 307532 | 2003 BO50              | 27 de gener de 2003    | Socorro              | LINEAR             |
| 307533 | 2003 BE52              | 27 de gener de 2003    | Socorro              | LINEAR             |
| 307534 | 2003 BN67              | 27 de gener de 2003    | Anderson Mesa        | LONEOS             |
| 307535 | 2003 BQ78              | 31 de gener de 2003    | Socorro              | LINEAR             |
| 307536 | 2003 CV3               | 2 de febrer de 2003    | Anderson Mesa        | LONEOS             |
| 307537 | 2003 CO4               | 1 de febrer de 2003    | Socorro              | LINEAR             |
| 307538 | 2003 DP7               | 22 de febrer de 2003   | Palomar              | NEAT               |
| 307539 | 2003 DU9               | 22 de febrer de 2003   | Palomar              | NEAT               |
| 307540 | 2003 DL11              | 25 de febrer de 2003   | Haleakala            | NEAT               |
| 307541 | 2003 DH15              | 26 de febrer de 2003   | Socorro              | LINEAR             |
| 307542 | 2003 EC2               | 5 de març de 2003      | Socorro              | LINEAR             |
| 307543 | 2003 EO4               | 6 de març de 2003      | Socorro              | LINEAR             |
| 307544 | 2003 EJ16              | 8 de març de 2003      | Anderson Mesa        | LONEOS             |
| 307545 | 2003 EO17              | 5 de març de 2003      | Socorro              | LINEAR             |
| 307546 | 2003 EM20              | 6 de març de 2003      | Anderson Mesa        | LONEOS             |
| 307547 | 2003 EN23              | 6 de març de 2003      | Socorro              | LINEAR             |
| 307548 | 2003 EO27              | 6 de març de 2003      | Anderson Mesa        | LONEOS             |
| 307549 | 2003 ET27              | 6 de març de 2003      | Socorro              | LINEAR             |
| 307550 | 2003 EV28              | 6 de març de 2003      | Socorro              | LINEAR             |
| 307551 | 2003 EO29              | 6 de març de 2003      | Socorro              | LINEAR             |
| 307552 | 2003 ED37              | 8 de març de 2003      | Anderson Mesa        | LONEOS             |
| 307553 | 2003 EJ37              | 8 de març de 2003      | Anderson Mesa        | LONEOS             |
| 307554 | 2003 EC41              | 8 de març de 2003      | Palomar              | NEAT               |
| 307555 | 2003 EP42              | 9 de març de 2003      | Kitt Peak            | Spacewatch         |
| 307556 | 2003 EQ43              | 10 de març de 2003     | Socorro              | LINEAR             |
| 307557 | 2003 EX48              | 9 de març de 2003      | Socorro              | LINEAR             |
| 307558 | 2003 EY48              | 9 de març de 2003      | Socorro              | LINEAR             |
| 307559 | 2003 ES49              | 10 de març de 2003     | Socorro              | LINEAR             |
| 307560 | 2003 EE54              | 12 de març de 2003     | Palomar              | NEAT               |
| 307561 | 2003 EY56              | 9 de març de 2003      | Palomar              | NEAT               |
| 307562 | 2003 FX1               | 23 de març de 2003     | Klet                 | J. Ticha, M. Tichy |
| 307563 | 2003 FF6               | 27 de març de 2003     | Campo Imperatore     | CINEOS             |
| 307564 | 2003 FQ6               | 26 de març de 2003     | Kitt Peak            | Spacewatch         |
| 307565 | 2003 FV10              | 23 de març de 2003     | Kitt Peak            | Spacewatch         |
| 307566 | 2003 FK22              | 25 de març de 2003     | Palomar              | NEAT               |
| 307567 | 2003 FB25              | 24 de març de 2003     | Kitt Peak            | Spacewatch         |
| 307568 | 2003 FE49              | 24 de març de 2003     | Kitt Peak            | Spacewatch         |
| 307569 | 2003 FR68              | 26 de març de 2003     | Palomar              | NEAT               |
| 307570 | 2003 FN74              | 26 de març de 2003     | Palomar              | NEAT               |
| 307571 | 2003 FA92              | 29 de març de 2003     | Anderson Mesa        | LONEOS             |
| 307572 | 2003 FX101             | 31 de març de 2003     | Socorro              | LINEAR             |
| 307573 | 2003 FW105             | 26 de març de 2003     | Palomar              | NEAT               |
| 307574 | 2003 FD108             | 31 de març de 2003     | Palomar              | NEAT               |
| 307575 | 2003 FL112             | 31 de març de 2003     | Kitt Peak            | Spacewatch         |
| 307576 | 2003 FR113             | 31 de març de 2003     | Socorro              | LINEAR             |
| 307577 | 2003 FW127             | 31 de març de 2003     | Catalina             | CSS                |
| 307578 | 2003 FC133             | 24 de març de 2003     | Kitt Peak            | Spacewatch         |
| 307579 | 2003 GD9               | 2 d'abril de 2003      | Socorro              | LINEAR             |
| 307580 | 2003 GS15              | 4 d'abril de 2003      | Kitt Peak            | Spacewatch         |
| 307581 | 2003 GD35              | 8 d'abril de 2003      | Kitt Peak            | Spacewatch         |
| 307582 | 2003 GM38              | 7 d'abril de 2003      | Kitt Peak            | Spacewatch         |
| 307583 | 2003 GZ39              | 8 d'abril de 2003      | Socorro              | LINEAR             |
| 307584 | 2003 HE28              | 26 d'abril de 2003     | Haleakala            | NEAT               |
| 307585 | 2003 HA49              | 30 d'abril de 2003     | Socorro              | LINEAR             |
| 307586 | 2003 HJ49              | 28 d'abril de 2003     | Socorro              | LINEAR             |
| 307587 | 2003 HR49              | 29 d'abril de 2003     | Anderson Mesa        | LONEOS             |
| 307588 | 2003 HT54              | 24 d'abril de 2003     | Haleakala            | NEAT               |
| 307589 | 2003 HY57              | 30 d'abril de 2003     | Kitt Peak            | Spacewatch         |
| 307590 | 2003 JX12              | 3 de maig de 2003      | Bergisch Gladbac     | W. Bickel          |
| 307591 | 2003 KD3               | 22 de maig de 2003     | Kitt Peak            | Spacewatch         |
| 307592 | 2003 NX1               | 1 de juliol de 2003    | Haleakala            | NEAT               |
| 307593 | 2003 NB5               | 5 de juliol de 2003    | Reedy Creek          | J. Broughton       |
| 307594 | 2003 OF19              | 30 de juliol de 2003   | Palomar              | NEAT               |
| 307595 | 2003 OA24              | 24 de juliol de 2003   | Palomar              | NEAT               |
| 307596 | 2003 OC24              | 24 de juliol de 2003   | Palomar              | NEAT               |
| 307597 | 2003 OA32              | 25 de juliol de 2003   | Socorro              | LINEAR             |
| 307598 | 2003 PC                | 1 d'agost de 2003      | Socorro              | LINEAR             |
| 307599 | 2003 QK8               | 20 d'agost de 2003     | Campo Imperatore     | CINEOS             |
| 307600 | 2003 QO23              | 20 d'agost de 2003     | Crni Vrh             | Crni Vrh           |

## 307601-307700
| Nom    | Designació provisional | Data de descobriment   | Lloc de descobriment | Descobridor/s               |
| ------ | ---------------------- | ---------------------- | -------------------- | --------------------------- |
| 307601 | 2003 QT30              | 22 d'agost de 2003     | Socorro              | LINEAR                      |
| 307602 | 2003 QT31              | 21 d'agost de 2003     | Palomar              | NEAT                        |
| 307603 | 2003 QE37              | 22 d'agost de 2003     | Palomar              | NEAT                        |
| 307604 | 2003 QS37              | 22 d'agost de 2003     | Palomar              | NEAT                        |
| 307605 | 2003 QY51              | 23 d'agost de 2003     | Palomar              | NEAT                        |
| 307606 | 2003 QS52              | 23 d'agost de 2003     | Socorro              | LINEAR                      |
| 307607 | 2003 QP54              | 23 d'agost de 2003     | Socorro              | LINEAR                      |
| 307608 | 2003 QR57              | 23 d'agost de 2003     | Palomar              | NEAT                        |
| 307609 | 2003 QX63              | 23 d'agost de 2003     | Socorro              | LINEAR                      |
| 307610 | 2003 QR65              | 25 d'agost de 2003     | Palomar              | NEAT                        |
| 307611 | 2003 QX76              | 24 d'agost de 2003     | Socorro              | LINEAR                      |
| 307612 | 2003 QB77              | 24 d'agost de 2003     | Socorro              | LINEAR                      |
| 307613 | 2003 QB80              | 27 d'agost de 2003     | Needville            | Needville                   |
| 307614 | 2003 QQ80              | 22 d'agost de 2003     | Socorro              | LINEAR                      |
| 307615 | 2003 QR82              | 24 d'agost de 2003     | Cerro Tololo         | M. W. Buie                  |
| 307616 | 2003 QW90              | 23 d'agost de 2003     | Cerro Tololo         | M. W. Buie                  |
| 307617 | 2003 QK109             | 31 d'agost de 2003     | Socorro              | LINEAR                      |
| 307618 | 2003 RC22              | 14 de setembre de 2003 | Haleakala            | NEAT                        |
| 307619 | 2003 RL27              | 6 de setembre de 2003  | Campo Imperatore     | CINEOS                      |
| 307620 | 2003 SS12              | 16 de setembre de 2003 | Kitt Peak            | Spacewatch                  |
| 307621 | 2003 SW37              | 16 de setembre de 2003 | Palomar              | NEAT                        |
| 307622 | 2003 SX41              | 17 de setembre de 2003 | Palomar              | NEAT                        |
| 307623 | 2003 SL47              | 17 de setembre de 2003 | Kvistaberg           | Uppsala-DLR Asteroid Survey |
| 307624 | 2003 SG53              | 19 de setembre de 2003 | Palomar              | NEAT                        |
| 307625 | 2003 SG57              | 16 de setembre de 2003 | Kitt Peak            | Spacewatch                  |
| 307626 | 2003 SS76              | 18 de setembre de 2003 | Klet                 | Klet                        |
| 307627 | 2003 SE78              | 19 de setembre de 2003 | Kitt Peak            | Spacewatch                  |
| 307628 | 2003 SF83              | 18 de setembre de 2003 | Kitt Peak            | Spacewatch                  |
| 307629 | 2003 SE84              | 19 de setembre de 2003 | Haleakala            | NEAT                        |
| 307630 | 2003 SO85              | 16 de setembre de 2003 | Palomar              | NEAT                        |
| 307631 | 2003 SY92              | 18 de setembre de 2003 | Kitt Peak            | Spacewatch                  |
| 307632 | 2003 SU107             | 20 de setembre de 2003 | Palomar              | NEAT                        |
| 307633 | 2003 SH110             | 20 de setembre de 2003 | Palomar              | NEAT                        |
| 307634 | 2003 SK114             | 16 de setembre de 2003 | Kitt Peak            | Spacewatch                  |
| 307635 | 2003 SX115             | 16 de setembre de 2003 | Palomar              | NEAT                        |
| 307636 | 2003 SB116             | 16 de setembre de 2003 | Anderson Mesa        | LONEOS                      |
| 307637 | 2003 SE116             | 16 de setembre de 2003 | Palomar              | NEAT                        |
| 307638 | 2003 SC120             | 17 de setembre de 2003 | Kitt Peak            | Spacewatch                  |
| 307639 | 2003 SA121             | 17 de setembre de 2003 | Socorro              | LINEAR                      |
| 307640 | 2003 SM121             | 17 de setembre de 2003 | Kitt Peak            | Spacewatch                  |
| 307641 | 2003 SK130             | 20 de setembre de 2003 | Socorro              | LINEAR                      |
| 307642 | 2003 SU138             | 20 de setembre de 2003 | Palomar              | NEAT                        |
| 307643 | 2003 SH144             | 19 de setembre de 2003 | Kitt Peak            | Spacewatch                  |
| 307644 | 2003 SH148             | 16 de setembre de 2003 | Socorro              | LINEAR                      |
| 307645 | 2003 SO154             | 19 de setembre de 2003 | Anderson Mesa        | LONEOS                      |
| 307646 | 2003 SH156             | 19 de setembre de 2003 | Anderson Mesa        | LONEOS                      |
| 307647 | 2003 SK158             | 22 de setembre de 2003 | Kitt Peak            | Spacewatch                  |
| 307648 | 2003 SE160             | 20 de setembre de 2003 | Campo Imperatore     | CINEOS                      |
| 307649 | 2003 SW173             | 18 de setembre de 2003 | Socorro              | LINEAR                      |
| 307650 | 2003 SR176             | 18 de setembre de 2003 | Palomar              | NEAT                        |
| 307651 | 2003 SR180             | 19 de setembre de 2003 | Kitt Peak            | Spacewatch                  |
| 307652 | 2003 SD181             | 20 de setembre de 2003 | Socorro              | LINEAR                      |
| 307653 | 2003 SW188             | 22 de setembre de 2003 | Anderson Mesa        | LONEOS                      |
| 307654 | 2003 SN196             | 20 de setembre de 2003 | Palomar              | NEAT                        |
| 307655 | 2003 SR197             | 21 de setembre de 2003 | Anderson Mesa        | LONEOS                      |
| 307656 | 2003 SX198             | 21 de setembre de 2003 | Anderson Mesa        | LONEOS                      |
| 307657 | 2003 SE208             | 23 de setembre de 2003 | Palomar              | NEAT                        |
| 307658 | 2003 SA215             | 27 de setembre de 2003 | Socorro              | LINEAR                      |
| 307659 | 2003 SG216             | 26 de setembre de 2003 | Socorro              | LINEAR                      |
| 307660 | 2003 SB220             | 28 de setembre de 2003 | Socorro              | LINEAR                      |
| 307661 | 2003 SC244             | 28 de setembre de 2003 | Kitt Peak            | Spacewatch                  |
| 307662 | 2003 SS254             | 27 de setembre de 2003 | Kitt Peak            | Spacewatch                  |
| 307663 | 2003 SG260             | 27 de setembre de 2003 | Socorro              | LINEAR                      |
| 307664 | 2003 SD277             | 30 de setembre de 2003 | Socorro              | LINEAR                      |
| 307665 | 2003 SM290             | 28 de setembre de 2003 | Kitt Peak            | Spacewatch                  |
| 307666 | 2003 SP294             | 28 de setembre de 2003 | Socorro              | LINEAR                      |
| 307667 | 2003 SS301             | 17 de setembre de 2003 | Palomar              | NEAT                        |
| 307668 | 2003 SP305             | 17 de setembre de 2003 | Palomar              | NEAT                        |
| 307669 | 2003 SW306             | 30 de setembre de 2003 | Socorro              | LINEAR                      |
| 307670 | 2003 SK307             | 26 de setembre de 2003 | Socorro              | LINEAR                      |
| 307671 | 2003 SC313             | 17 de setembre de 2003 | Palomar              | NEAT                        |
| 307672 | 2003 SD315             | 22 de setembre de 2003 | Palomar              | NEAT                        |
| 307673 | 2003 SG320             | 17 de setembre de 2003 | Kitt Peak            | Spacewatch                  |
| 307674 | 2003 SU324             | 17 de setembre de 2003 | Kitt Peak            | Spacewatch                  |
| 307675 | 2003 SP327             | 19 de setembre de 2003 | Kitt Peak            | Spacewatch                  |
| 307676 | 2003 SV331             | 27 de setembre de 2003 | Kitt Peak            | Spacewatch                  |
| 307677 | 2003 SA333             | 30 de setembre de 2003 | Kitt Peak            | Spacewatch                  |
| 307678 | 2003 SR333             | 26 de setembre de 2003 | Apache Point         | Sloan Digital Sky Survey    |
| 307679 | 2003 ST352             | 20 de setembre de 2003 | Campo Imperatore     | CINEOS                      |
| 307680 | 2003 SG355             | 25 de setembre de 2003 | Palomar              | NEAT                        |
| 307681 | 2003 SA425             | 25 de setembre de 2003 | Mauna Kea            | P. A. Wiegert               |
| 307682 | 2003 TF1               | 4 d'octubre de 2003    | Kingsnake            | J. V. McClusky              |
| 307683 | 2003 TU7               | 1 d'octubre de 2003    | Anderson Mesa        | LONEOS                      |
| 307684 | 2003 TD11              | 14 d'octubre de 2003   | Anderson Mesa        | LONEOS                      |
| 307685 | 2003 TF49              | 3 d'octubre de 2003    | Kitt Peak            | Spacewatch                  |
| 307686 | 2003 US3               | 16 d'octubre de 2003   | Kitt Peak            | Spacewatch                  |
| 307687 | 2003 UV6               | 18 d'octubre de 2003   | Palomar              | NEAT                        |
| 307688 | 2003 UW7               | 18 d'octubre de 2003   | Klet                 | Klet                        |
| 307689 | 2003 UG8               | 19 d'octubre de 2003   | Kitt Peak            | Spacewatch                  |
| 307690 | 2003 UD11              | 20 d'octubre de 2003   | Kitt Peak            | Spacewatch                  |
| 307691 | 2003 UL14              | 16 d'octubre de 2003   | Anderson Mesa        | LONEOS                      |
| 307692 | 2003 UR16              | 16 d'octubre de 2003   | Kitt Peak            | Spacewatch                  |
| 307693 | 2003 UM19              | 20 d'octubre de 2003   | Kingsnake            | J. V. McClusky              |
| 307694 | 2003 UW22              | 19 d'octubre de 2003   | Kitt Peak            | Spacewatch                  |
| 307695 | 2003 UG29              | 23 d'octubre de 2003   | Kvistaberg           | Uppsala-DLR Asteroid Survey |
| 307696 | 2003 UP38              | 17 d'octubre de 2003   | Kitt Peak            | Spacewatch                  |
| 307697 | 2003 US39              | 16 d'octubre de 2003   | Kitt Peak            | Spacewatch                  |
| 307698 | 2003 UU44              | 18 d'octubre de 2003   | Kitt Peak            | Spacewatch                  |
| 307699 | 2003 UP53              | 18 d'octubre de 2003   | Palomar              | NEAT                        |
| 307700 | 2003 UC61              | 16 d'octubre de 2003   | Palomar              | NEAT                        |

## 307701-307800
| Nom    | Designació provisional | Data de descobriment   | Lloc de descobriment | Descobridor/s             |
| ------ | ---------------------- | ---------------------- | -------------------- | ------------------------- |
| 307701 | 2003 UX70              | 18 d'octubre de 2003   | Kitt Peak            | Spacewatch                |
| 307702 | 2003 UJ73              | 19 d'octubre de 2003   | Kitt Peak            | Spacewatch                |
| 307703 | 2003 UH74              | 16 d'octubre de 2003   | Palomar              | NEAT                      |
| 307704 | 2003 UH75              | 17 d'octubre de 2003   | Anderson Mesa        | LONEOS                    |
| 307705 | 2003 UR78              | 18 d'octubre de 2003   | Kitt Peak            | Spacewatch                |
| 307706 | 2003 UV80              | 16 d'octubre de 2003   | Anderson Mesa        | LONEOS                    |
| 307707 | 2003 UG86              | 18 d'octubre de 2003   | Palomar              | NEAT                      |
| 307708 | 2003 UN92              | 20 d'octubre de 2003   | Palomar              | NEAT                      |
| 307709 | 2003 UO92              | 20 d'octubre de 2003   | Palomar              | NEAT                      |
| 307710 | 2003 UF93              | 17 d'octubre de 2003   | Anderson Mesa        | LONEOS                    |
| 307711 | 2003 UR95              | 18 d'octubre de 2003   | Kitt Peak            | Spacewatch                |
| 307712 | 2003 UX97              | 19 d'octubre de 2003   | Kitt Peak            | Spacewatch                |
| 307713 | 2003 UJ119             | 18 d'octubre de 2003   | Palomar              | NEAT                      |
| 307714 | 2003 UG141             | 18 d'octubre de 2003   | Anderson Mesa        | LONEOS                    |
| 307715 | 2003 UT142             | 18 d'octubre de 2003   | Anderson Mesa        | LONEOS                    |
| 307716 | 2003 UY144             | 18 d'octubre de 2003   | Anderson Mesa        | LONEOS                    |
| 307717 | 2003 UM148             | 19 d'octubre de 2003   | Anderson Mesa        | LONEOS                    |
| 307718 | 2003 UX151             | 21 d'octubre de 2003   | Kitt Peak            | Spacewatch                |
| 307719 | 2003 UA152             | 21 d'octubre de 2003   | Kitt Peak            | Spacewatch                |
| 307720 | 2003 UZ158             | 20 d'octubre de 2003   | Kitt Peak            | Spacewatch                |
| 307721 | 2003 UC167             | 22 d'octubre de 2003   | Socorro              | LINEAR                    |
| 307722 | 2003 UM167             | 22 d'octubre de 2003   | Socorro              | LINEAR                    |
| 307723 | 2003 UX170             | 19 d'octubre de 2003   | Kitt Peak            | Spacewatch                |
| 307724 | 2003 UZ170             | 19 d'octubre de 2003   | Kitt Peak            | Spacewatch                |
| 307725 | 2003 UT172             | 20 d'octubre de 2003   | Socorro              | LINEAR                    |
| 307726 | 2003 UM176             | 21 d'octubre de 2003   | Anderson Mesa        | LONEOS                    |
| 307727 | 2003 UO181             | 21 d'octubre de 2003   | Socorro              | LINEAR                    |
| 307728 | 2003 UV190             | 23 d'octubre de 2003   | Anderson Mesa        | LONEOS                    |
| 307729 | 2003 UC195             | 20 d'octubre de 2003   | Kitt Peak            | Spacewatch                |
| 307730 | 2003 UT195             | 20 d'octubre de 2003   | Kitt Peak            | Spacewatch                |
| 307731 | 2003 US196             | 21 d'octubre de 2003   | Kitt Peak            | Spacewatch                |
| 307732 | 2003 UJ198             | 21 d'octubre de 2003   | Kitt Peak            | Spacewatch                |
| 307733 | 2003 UN200             | 21 d'octubre de 2003   | Socorro              | LINEAR                    |
| 307734 | 2003 UW201             | 21 d'octubre de 2003   | Socorro              | LINEAR                    |
| 307735 | 2003 UF217             | 21 d'octubre de 2003   | Socorro              | LINEAR                    |
| 307736 | 2003 UC227             | 23 d'octubre de 2003   | Kitt Peak            | Spacewatch                |
| 307737 | 2003 UH228             | 23 d'octubre de 2003   | Anderson Mesa        | LONEOS                    |
| 307738 | 2003 US229             | 23 d'octubre de 2003   | Anderson Mesa        | LONEOS                    |
| 307739 | 2003 UW232             | 24 d'octubre de 2003   | Socorro              | LINEAR                    |
| 307740 | 2003 UJ234             | 24 d'octubre de 2003   | Socorro              | LINEAR                    |
| 307741 | 2003 UV239             | 24 d'octubre de 2003   | Socorro              | LINEAR                    |
| 307742 | 2003 UY259             | 25 d'octubre de 2003   | Socorro              | LINEAR                    |
| 307743 | 2003 UG264             | 27 d'octubre de 2003   | Socorro              | LINEAR                    |
| 307744 | 2003 UE266             | 28 d'octubre de 2003   | Socorro              | LINEAR                    |
| 307745 | 2003 UG271             | 17 d'octubre de 2003   | Palomar              | NEAT                      |
| 307746 | 2003 UR277             | 25 d'octubre de 2003   | Socorro              | LINEAR                    |
| 307747 | 2003 UO279             | 27 d'octubre de 2003   | Socorro              | LINEAR                    |
| 307748 | 2003 UJ280             | 27 d'octubre de 2003   | Socorro              | LINEAR                    |
| 307749 | 2003 UX308             | 19 d'octubre de 2003   | Kitt Peak            | Spacewatch                |
| 307750 | 2003 UT316             | 29 d'octubre de 2003   | Anderson Mesa        | LONEOS                    |
| 307751 | 2003 UR322             | 16 d'octubre de 2003   | Kitt Peak            | Spacewatch                |
| 307752 | 2003 UA333             | 18 d'octubre de 2003   | Apache Point         | Sloan Digital Sky Survey  |
| 307753 | 2003 UB334             | 18 d'octubre de 2003   | Apache Point         | Sloan Digital Sky Survey  |
| 307754 | 2003 UW335             | 18 d'octubre de 2003   | Apache Point         | Sloan Digital Sky Survey  |
| 307755 | 2003 UF357             | 20 de setembre de 2003 | Campo Imperatore     | CINEOS                    |
| 307756 | 2003 UG357             | 19 d'octubre de 2003   | Kitt Peak            | Spacewatch                |
| 307757 | 2003 UU376             | 22 d'octubre de 2003   | Apache Point         | Sloan Digital Sky Survey  |
| 307758 | 2003 UD391             | 22 d'octubre de 2003   | Kitt Peak            | M. W. Buie                |
| 307759 | 2003 UN401             | 23 d'octubre de 2003   | Apache Point         | Sloan Digital Sky Survey  |
| 307760 | 2003 UY401             | 23 d'octubre de 2003   | Apache Point         | Sloan Digital Sky Survey  |
| 307761 | 2003 VF                | 3 de novembre de 2003  | Piszkesteto          | K. Sarneczky, S. Meszaros |
| 307762 | 2003 VC1               | 5 de novembre de 2003  | Socorro              | LINEAR                    |
| 307763 | 2003 VJ3               | 15 de novembre de 2003 | Kitt Peak            | Spacewatch                |
| 307764 | 2003 VF10              | 15 de novembre de 2003 | Palomar              | NEAT                      |
| 307765 | 2003 VH10              | 15 de novembre de 2003 | Palomar              | NEAT                      |
| 307766 | 2003 VN12              | 4 de novembre de 2003  | Socorro              | LINEAR                    |
| 307767 | 2003 WX4               | 16 de novembre de 2003 | Kitt Peak            | Spacewatch                |
| 307768 | 2003 WT10              | 18 de novembre de 2003 | Kitt Peak            | Spacewatch                |
| 307769 | 2003 WG25              | 18 de novembre de 2003 | Kitt Peak            | Spacewatch                |
| 307770 | 2003 WA40              | 19 de novembre de 2003 | Kitt Peak            | Spacewatch                |
| 307771 | 2003 WS42              | 23 de novembre de 2003 | Catalina             | CSS                       |
| 307772 | 2003 WL46              | 18 de novembre de 2003 | Palomar              | NEAT                      |
| 307773 | 2003 WW50              | 19 de novembre de 2003 | Kitt Peak            | Spacewatch                |
| 307774 | 2003 WF55              | 20 de novembre de 2003 | Socorro              | LINEAR                    |
| 307775 | 2003 WM55              | 20 de novembre de 2003 | Socorro              | LINEAR                    |
| 307776 | 2003 WZ55              | 20 de novembre de 2003 | Socorro              | LINEAR                    |
| 307777 | 2003 WX57              | 18 de novembre de 2003 | Kitt Peak            | Spacewatch                |
| 307778 | 2003 WY63              | 19 de novembre de 2003 | Kitt Peak            | Spacewatch                |
| 307779 | 2003 WK64              | 19 de novembre de 2003 | Kitt Peak            | Spacewatch                |
| 307780 | 2003 WX79              | 20 de novembre de 2003 | Socorro              | LINEAR                    |
| 307781 | 2003 WR81              | 18 de novembre de 2003 | Palomar              | NEAT                      |
| 307782 | 2003 WT83              | 21 de novembre de 2003 | Kitt Peak            | Spacewatch                |
| 307783 | 2003 WJ87              | 21 de novembre de 2003 | Socorro              | LINEAR                    |
| 307784 | 2003 WY97              | 19 de novembre de 2003 | Anderson Mesa        | LONEOS                    |
| 307785 | 2003 WC100             | 20 de novembre de 2003 | Socorro              | LINEAR                    |
| 307786 | 2003 WT100             | 21 de novembre de 2003 | Palomar              | NEAT                      |
| 307787 | 2003 WJ103             | 21 de novembre de 2003 | Socorro              | LINEAR                    |
| 307788 | 2003 WZ104             | 21 de novembre de 2003 | Socorro              | LINEAR                    |
| 307789 | 2003 WN107             | 23 de novembre de 2003 | Socorro              | LINEAR                    |
| 307790 | 2003 WD109             | 20 de novembre de 2003 | Socorro              | LINEAR                    |
| 307791 | 2003 WZ115             | 20 de novembre de 2003 | Socorro              | LINEAR                    |
| 307792 | 2003 WO116             | 20 de novembre de 2003 | Socorro              | LINEAR                    |
| 307793 | 2003 WW116             | 20 de novembre de 2003 | Socorro              | LINEAR                    |
| 307794 | 2003 WO117             | 20 de novembre de 2003 | Socorro              | LINEAR                    |
| 307795 | 2003 WV122             | 20 de novembre de 2003 | Socorro              | LINEAR                    |
| 307796 | 2003 WH123             | 20 de novembre de 2003 | Socorro              | LINEAR                    |
| 307797 | 2003 WP123             | 20 de novembre de 2003 | Socorro              | LINEAR                    |
| 307798 | 2003 WX124             | 20 de novembre de 2003 | Socorro              | LINEAR                    |
| 307799 | 2003 WD126             | 20 de novembre de 2003 | Socorro              | LINEAR                    |
| 307800 | 2003 WD128             | 20 de novembre de 2003 | Socorro              | LINEAR                    |

## 307801-307900
| Nom    | Designació provisional | Data de descobriment   | Lloc de descobriment | Descobridor/s            |
| ------ | ---------------------- | ---------------------- | -------------------- | ------------------------ |
| 307801 | 2003 WF131             | 21 de novembre de 2003 | Palomar              | NEAT                     |
| 307802 | 2003 WD137             | 21 de novembre de 2003 | Socorro              | LINEAR                   |
| 307803 | 2003 WM137             | 21 de novembre de 2003 | Socorro              | LINEAR                   |
| 307804 | 2003 WV139             | 21 de novembre de 2003 | Socorro              | LINEAR                   |
| 307805 | 2003 WQ145             | 21 de novembre de 2003 | Palomar              | NEAT                     |
| 307806 | 2003 WJ146             | 23 de novembre de 2003 | Palomar              | NEAT                     |
| 307807 | 2003 WD147             | 23 de novembre de 2003 | Socorro              | LINEAR                   |
| 307808 | 2003 WZ150             | 24 de novembre de 2003 | Anderson Mesa        | LONEOS                   |
| 307809 | 2003 WU157             | 30 de novembre de 2003 | Socorro              | LINEAR                   |
| 307810 | 2003 WR171             | 23 de novembre de 2003 | Anderson Mesa        | LONEOS                   |
| 307811 | 2003 WY171             | 29 de novembre de 2003 | Socorro              | LINEAR                   |
| 307812 | 2003 WQ181             | 21 de novembre de 2003 | Kitt Peak            | M. W. Buie               |
| 307813 | 2003 WA189             | 19 de novembre de 2003 | Palomar              | NEAT                     |
| 307814 | 2003 WK193             | 16 de novembre de 2003 | Apache Point         | Sloan Digital Sky Survey |
| 307815 | 2003 WU193             | 19 de novembre de 2003 | Kitt Peak            | Spacewatch               |
| 307816 | 2003 WT194             | 16 de novembre de 2003 | Apache Point         | Sloan Digital Sky Survey |
| 307817 | 2003 XM2               | 1 de desembre de 2003  | Socorro              | LINEAR                   |
| 307818 | 2003 XY12              | 15 de desembre de 2003 | Socorro              | LINEAR                   |
| 307819 | 2003 XZ14              | 15 de desembre de 2003 | Socorro              | LINEAR                   |
| 307820 | 2003 XJ15              | 14 de desembre de 2003 | Kitt Peak            | Spacewatch               |
| 307821 | 2003 XQ35              | 3 de desembre de 2003  | Socorro              | LINEAR                   |
| 307822 | 2003 XO38              | 4 de desembre de 2003  | Socorro              | LINEAR                   |
| 307823 | 2003 YT4               | 16 de desembre de 2003 | Kitt Peak            | Spacewatch               |
| 307824 | 2003 YV4               | 16 de desembre de 2003 | Catalina             | CSS                      |
| 307825 | 2003 YT10              | 17 de desembre de 2003 | Socorro              | LINEAR                   |
| 307826 | 2003 YC11              | 17 de desembre de 2003 | Socorro              | LINEAR                   |
| 307827 | 2003 YZ17              | 16 de desembre de 2003 | Anderson Mesa        | LONEOS                   |
| 307828 | 2003 YV24              | 18 de desembre de 2003 | Socorro              | LINEAR                   |
| 307829 | 2003 YB26              | 18 de desembre de 2003 | Socorro              | LINEAR                   |
| 307830 | 2003 YQ40              | 19 de desembre de 2003 | Kitt Peak            | Spacewatch               |
| 307831 | 2003 YK44              | 19 de desembre de 2003 | Kitt Peak            | Spacewatch               |
| 307832 | 2003 YL46              | 17 de desembre de 2003 | Socorro              | LINEAR                   |
| 307833 | 2003 YG48              | 18 de desembre de 2003 | Socorro              | LINEAR                   |
| 307834 | 2003 YY52              | 19 de desembre de 2003 | Palomar              | NEAT                     |
| 307835 | 2003 YF60              | 19 de desembre de 2003 | Kitt Peak            | Spacewatch               |
| 307836 | 2003 YV65              | 20 de desembre de 2003 | Socorro              | LINEAR                   |
| 307837 | 2003 YF72              | 18 de desembre de 2003 | Socorro              | LINEAR                   |
| 307838 | 2003 YW86              | 19 de desembre de 2003 | Socorro              | LINEAR                   |
| 307839 | 2003 YR91              | 20 de desembre de 2003 | Socorro              | LINEAR                   |
| 307840 | 2003 YA105             | 21 de desembre de 2003 | Socorro              | LINEAR                   |
| 307841 | 2003 YL105             | 22 de desembre de 2003 | Socorro              | LINEAR                   |
| 307842 | 2003 YE107             | 22 de desembre de 2003 | Kitt Peak            | Spacewatch               |
| 307843 | 2003 YR113             | 23 de desembre de 2003 | Socorro              | LINEAR                   |
| 307844 | 2003 YJ121             | 27 de desembre de 2003 | Socorro              | LINEAR                   |
| 307845 | 2003 YV122             | 27 de desembre de 2003 | Socorro              | LINEAR                   |
| 307846 | 2003 YA129             | 27 de desembre de 2003 | Socorro              | LINEAR                   |
| 307847 | 2003 YN130             | 28 de desembre de 2003 | Socorro              | LINEAR                   |
| 307848 | 2003 YR141             | 28 de desembre de 2003 | Socorro              | LINEAR                   |
| 307849 | 2003 YF144             | 28 de desembre de 2003 | Socorro              | LINEAR                   |
| 307850 | 2003 YY144             | 28 de desembre de 2003 | Socorro              | LINEAR                   |
| 307851 | 2003 YT146             | 28 de desembre de 2003 | Socorro              | LINEAR                   |
| 307852 | 2003 YS151             | 29 de desembre de 2003 | Socorro              | LINEAR                   |
| 307853 | 2003 YL154             | 29 de desembre de 2003 | Socorro              | LINEAR                   |
| 307854 | 2003 YG158             | 17 de desembre de 2003 | Socorro              | LINEAR                   |
| 307855 | 2003 YU180             | 17 de desembre de 2003 | Palomar              | NEAT                     |
| 307856 | 2004 AF5               | 13 de gener de 2004    | Anderson Mesa        | LONEOS                   |
| 307857 | 2004 AJ8               | 14 de gener de 2004    | Palomar              | NEAT                     |
| 307858 | 2004 AT8               | 14 de gener de 2004    | Palomar              | NEAT                     |
| 307859 | 2004 AV8               | 14 de gener de 2004    | Palomar              | NEAT                     |
| 307860 | 2004 AY18              | 15 de gener de 2004    | Kitt Peak            | Spacewatch               |
| 307861 | 2004 AY26              | 14 de gener de 2004    | Palomar              | NEAT                     |
| 307862 | 2004 BW3               | 16 de gener de 2004    | Palomar              | NEAT                     |
| 307863 | 2004 BD5               | 16 de gener de 2004    | Palomar              | NEAT                     |
| 307864 | 2004 BN13              | 17 de gener de 2004    | Palomar              | NEAT                     |
| 307865 | 2004 BD18              | 18 de gener de 2004    | Catalina             | CSS                      |
| 307866 | 2004 BF18              | 18 de gener de 2004    | Palomar              | NEAT                     |
| 307867 | 2004 BX21              | 19 de gener de 2004    | Socorro              | LINEAR                   |
| 307868 | 2004 BP24              | 19 de gener de 2004    | Kitt Peak            | Spacewatch               |
| 307869 | 2004 BR25              | 19 de gener de 2004    | Socorro              | LINEAR                   |
| 307870 | 2004 BP33              | 19 de gener de 2004    | Kitt Peak            | Spacewatch               |
| 307871 | 2004 BO40              | 21 de gener de 2004    | Socorro              | LINEAR                   |
| 307872 | 2004 BN42              | 18 de gener de 2004    | Palomar              | NEAT                     |
| 307873 | 2004 BO55              | 22 de gener de 2004    | Socorro              | LINEAR                   |
| 307874 | 2004 BP57              | 23 de gener de 2004    | Socorro              | LINEAR                   |
| 307875 | 2004 BM60              | 21 de gener de 2004    | Socorro              | LINEAR                   |
| 307876 | 2004 BR65              | 22 de gener de 2004    | Socorro              | LINEAR                   |
| 307877 | 2004 BG69              | 26 de gener de 2004    | Kingsnake            | J. V. McClusky           |
| 307878 | 2004 BX71              | 23 de gener de 2004    | Socorro              | LINEAR                   |
| 307879 | 2004 BF74              | 24 de gener de 2004    | Socorro              | LINEAR                   |
| 307880 | 2004 BH84              | 25 de gener de 2004    | Haleakala            | NEAT                     |
| 307881 | 2004 BV86              | 22 de gener de 2004    | Palomar              | NEAT                     |
| 307882 | 2004 BN94              | 28 de gener de 2004    | Socorro              | LINEAR                   |
| 307883 | 2004 BT107             | 28 de gener de 2004    | Catalina             | CSS                      |
| 307884 | 2004 BX109             | 28 de gener de 2004    | Kitt Peak            | Spacewatch               |
| 307885 | 2004 BE112             | 24 de gener de 2004    | Socorro              | LINEAR                   |
| 307886 | 2004 BS119             | 30 de gener de 2004    | Catalina             | CSS                      |
| 307887 | 2004 BS145             | 21 de gener de 2004    | Socorro              | LINEAR                   |
| 307888 | 2004 BU151             | 18 de gener de 2004    | Palomar              | NEAT                     |
| 307889 | 2004 BH162             | 23 de gener de 2004    | Socorro              | LINEAR                   |
| 307890 | 2004 BJ162             | 28 de gener de 2004    | Apache Point         | Sloan Digital Sky Survey |
| 307891 | 2004 CQ6               | 11 de febrer de 2004   | Palomar              | NEAT                     |
| 307892 | 2004 CL7               | 10 de febrer de 2004   | Catalina             | CSS                      |
| 307893 | 2004 CX8               | 11 de febrer de 2004   | Kitt Peak            | Spacewatch               |
| 307894 | 2004 CP18              | 10 de febrer de 2004   | Palomar              | NEAT                     |
| 307895 | 2004 CJ24              | 12 de febrer de 2004   | Palomar              | NEAT                     |
| 307896 | 2004 CQ31              | 12 de febrer de 2004   | Kitt Peak            | Spacewatch               |
| 307897 | 2004 CT35              | 11 de febrer de 2004   | Catalina             | CSS                      |
| 307898 | 2004 CE37              | 12 de febrer de 2004   | Palomar              | NEAT                     |
| 307899 | 2004 CZ54              | 12 de febrer de 2004   | Kitt Peak            | Spacewatch               |
| 307900 | 2004 CS58              | 10 de febrer de 2004   | Palomar              | NEAT                     |

## 307901-308000
| Nom    | Designació provisional | Data de descobriment  | Lloc de descobriment | Descobridor/s        |
| ------ | ---------------------- | --------------------- | -------------------- | -------------------- |
| 307901 | 2004 CR61              | 11 de febrer de 2004  | Kitt Peak            | Spacewatch           |
| 307902 | 2004 CN63              | 12 de febrer de 2004  | Palomar              | NEAT                 |
| 307903 | 2004 CP67              | 10 de febrer de 2004  | Palomar              | NEAT                 |
| 307904 | 2004 CC69              | 11 de febrer de 2004  | Kitt Peak            | Spacewatch           |
| 307905 | 2004 CF69              | 11 de febrer de 2004  | Kitt Peak            | Spacewatch           |
| 307906 | 2004 CG71              | 13 de febrer de 2004  | Kitt Peak            | Spacewatch           |
| 307907 | 2004 CW79              | 11 de febrer de 2004  | Palomar              | NEAT                 |
| 307908 | 2004 CX88              | 11 de febrer de 2004  | Kitt Peak            | Spacewatch           |
| 307909 | 2004 CW105             | 14 de febrer de 2004  | Palomar              | NEAT                 |
| 307910 | 2004 CJ109             | 15 de febrer de 2004  | Catalina             | CSS                  |
| 307911 | 2004 CU121             | 12 de febrer de 2004  | Kitt Peak            | Spacewatch           |
| 307912 | 2004 DM12              | 18 de febrer de 2004  | Socorro              | LINEAR               |
| 307913 | 2004 DB20              | 17 de febrer de 2004  | Catalina             | CSS                  |
| 307914 | 2004 DF20              | 17 de febrer de 2004  | Catalina             | CSS                  |
| 307915 | 2004 DL28              | 17 de febrer de 2004  | Kitt Peak            | Spacewatch           |
| 307916 | 2004 DO53              | 23 de febrer de 2004  | Bergisch Gladbac     | W. Bickel            |
| 307917 | 2004 EY1               | 12 de març de 2004    | Palomar              | NEAT                 |
| 307918 | 2004 EU9               | 15 de març de 2004    | Socorro              | LINEAR               |
| 307919 | 2004 ET10              | 15 de març de 2004    | Catalina             | CSS                  |
| 307920 | 2004 EF20              | 14 de març de 2004    | Kitt Peak            | Spacewatch           |
| 307921 | 2004 ET25              | 13 de març de 2004    | Palomar              | NEAT                 |
| 307922 | 2004 EX27              | 15 de març de 2004    | Kitt Peak            | Spacewatch           |
| 307923 | 2004 ED30              | 15 de març de 2004    | Kitt Peak            | Spacewatch           |
| 307924 | 2004 EB31              | 15 de març de 2004    | Catalina             | CSS                  |
| 307925 | 2004 EQ35              | 13 de març de 2004    | Palomar              | NEAT                 |
| 307926 | 2004 EG37              | 13 de març de 2004    | Palomar              | NEAT                 |
| 307927 | 2004 EO37              | 14 de març de 2004    | Palomar              | NEAT                 |
| 307928 | 2004 EC38              | 14 de març de 2004    | Palomar              | NEAT                 |
| 307929 | 2004 EN42              | 15 de març de 2004    | Catalina             | CSS                  |
| 307930 | 2004 EC43              | 15 de març de 2004    | Catalina             | CSS                  |
| 307931 | 2004 EQ48              | 15 de març de 2004    | Socorro              | LINEAR               |
| 307932 | 2004 EJ60              | 15 de març de 2004    | Palomar              | NEAT                 |
| 307933 | 2004 ES64              | 14 de març de 2004    | Socorro              | LINEAR               |
| 307934 | 2004 EG65              | 14 de març de 2004    | Socorro              | LINEAR               |
| 307935 | 2004 EP65              | 14 de març de 2004    | Socorro              | LINEAR               |
| 307936 | 2004 ED68              | 15 de març de 2004    | Socorro              | LINEAR               |
| 307937 | 2004 ET82              | 13 de març de 2004    | Palomar              | NEAT                 |
| 307938 | 2004 EE84              | 14 de març de 2004    | Palomar              | NEAT                 |
| 307939 | 2004 EY84              | 15 de març de 2004    | Catalina             | CSS                  |
| 307940 | 2004 EX85              | 15 de març de 2004    | Socorro              | LINEAR               |
| 307941 | 2004 FY18              | 16 de març de 2004    | Kitt Peak            | Spacewatch           |
| 307942 | 2004 FA29              | 28 de març de 2004    | Socorro              | LINEAR               |
| 307943 | 2004 FC66              | 19 de març de 2004    | Socorro              | LINEAR               |
| 307944 | 2004 FK78              | 19 de març de 2004    | Kitt Peak            | Spacewatch           |
| 307945 | 2004 FS86              | 19 de març de 2004    | Palomar              | NEAT                 |
| 307946 | 2004 FX129             | 20 de març de 2004    | Socorro              | LINEAR               |
| 307947 | 2004 FP136             | 27 de març de 2004    | Anderson Mesa        | LONEOS               |
| 307948 | 2004 FW137             | 29 de març de 2004    | Kitt Peak            | Spacewatch           |
| 307949 | 2004 FV138             | 18 de març de 2004    | Socorro              | LINEAR               |
| 307950 | 2004 FF142             | 27 de març de 2004    | Socorro              | LINEAR               |
| 307951 | 2004 FG142             | 27 de març de 2004    | Socorro              | LINEAR               |
| 307952 | 2004 GD1               | 17 de febrer de 2004  | Catalina             | CSS                  |
| 307953 | 2004 GU5               | 11 d'abril de 2004    | Palomar              | NEAT                 |
| 307954 | 2004 GD10              | 12 d'abril de 2004    | Kitt Peak            | Spacewatch           |
| 307955 | 2004 GA23              | 12 d'abril de 2004    | Kitt Peak            | Spacewatch           |
| 307956 | 2004 GW27              | 15 d'abril de 2004    | Palomar              | NEAT                 |
| 307957 | 2004 GF44              | 12 d'abril de 2004    | Kitt Peak            | Spacewatch           |
| 307958 | 2004 GV72              | 14 d'abril de 2004    | Kitt Peak            | Spacewatch           |
| 307959 | 2004 GM75              | 15 d'abril de 2004    | Anderson Mesa        | LONEOS               |
| 307960 | 2004 GS75              | 15 d'abril de 2004    | Siding Spring        | Siding Spring Survey |
| 307961 | 2004 HA16              | 16 d'abril de 2004    | Socorro              | LINEAR               |
| 307962 | 2004 HH29              | 21 d'abril de 2004    | Kitt Peak            | Spacewatch           |
| 307963 | 2004 HF51              | 24 d'abril de 2004    | Catalina             | CSS                  |
| 307964 | 2004 HM60              | 25 d'abril de 2004    | Socorro              | LINEAR               |
| 307965 | 2004 HL65              | 17 d'abril de 2004    | Socorro              | LINEAR               |
| 307966 | 2004 JG7               | 9 de maig de 2004     | Palomar              | NEAT                 |
| 307967 | 2004 JG13              | 13 de maig de 2004    | Socorro              | LINEAR               |
| 307968 | 2004 JK16              | 11 de maig de 2004    | Anderson Mesa        | LONEOS               |
| 307969 | 2004 JB19              | 13 de maig de 2004    | Kitt Peak            | Spacewatch           |
| 307970 | 2004 JX44              | 14 de maig de 2004    | Socorro              | LINEAR               |
| 307971 | 2004 LG6               | 11 de juny de 2004    | Socorro              | LINEAR               |
| 307972 | 2004 LH16              | 12 de juny de 2004    | Socorro              | LINEAR               |
| 307973 | 2004 NT23              | 14 de juliol de 2004  | Socorro              | LINEAR               |
| 307974 | 2004 NJ26              | 11 de juliol de 2004  | Socorro              | LINEAR               |
| 307975 | 2004 PS29              | 7 d'agost de 2004     | Palomar              | NEAT                 |
| 307976 | 2004 PO43              | 6 d'agost de 2004     | Palomar              | NEAT                 |
| 307977 | 2004 PL50              | 8 d'agost de 2004     | Socorro              | LINEAR               |
| 307978 | 2004 PA53              | 8 d'agost de 2004     | Socorro              | LINEAR               |
| 307979 | 2004 PR53              | 8 d'agost de 2004     | Socorro              | LINEAR               |
| 307980 | 2004 PS64              | 10 d'agost de 2004    | Socorro              | LINEAR               |
| 307981 | 2004 PM80              | 9 d'agost de 2004     | Socorro              | LINEAR               |
| 307982 | 2004 PG115             | 4 d'agost de 2004     | Palomar              | Palomar              |
| 307983 | 2004 QN6               | 21 d'agost de 2004    | Catalina             | CSS                  |
| 307984 | 2004 QV13              | 20 d'agost de 2004    | Socorro              | LINEAR               |
| 307985 | 2004 QX21              | 25 d'agost de 2004    | Kitt Peak            | Spacewatch           |
| 307986 | 2004 QT26              | 26 d'agost de 2004    | Socorro              | LINEAR               |
| 307987 | 2004 QP27              | 26 d'agost de 2004    | Siding Spring        | Siding Spring Survey |
| 307988 | 2004 RL1               | 4 de setembre de 2004 | Palomar              | NEAT                 |
| 307989 | 2004 RE3               | 6 de setembre de 2004 | Socorro              | LINEAR               |
| 307990 | 2004 RR12              | 3 de setembre de 2004 | Anderson Mesa        | LONEOS               |
| 307991 | 2004 RY25              | 4 de setembre de 2004 | Palomar              | NEAT                 |
| 307992 | 2004 RL29              | 7 de setembre de 2004 | Socorro              | LINEAR               |
| 307993 | 2004 RO49              | 8 de setembre de 2004 | Socorro              | LINEAR               |
| 307994 | 2004 RJ53              | 8 de setembre de 2004 | Socorro              | LINEAR               |
| 307995 | 2004 RF57              | 8 de setembre de 2004 | Socorro              | LINEAR               |
| 307996 | 2004 RH66              | 8 de setembre de 2004 | Socorro              | LINEAR               |
| 307997 | 2004 RU74              | 8 de setembre de 2004 | Socorro              | LINEAR               |
| 307998 | 2004 RF98              | 8 de setembre de 2004 | Socorro              | LINEAR               |
| 307999 | 2004 RZ98              | 8 de setembre de 2004 | Socorro              | LINEAR               |
| 308000 | 2004 RM101             | 8 de setembre de 2004 | Socorro              | LINEAR               |